# スロベニアの歴史

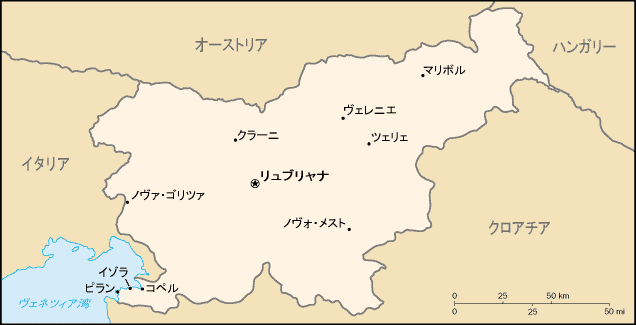
スロベニアの地図

本項ではスロベニアの歴史について述べる。

## スロベニアの歴史について
スロベニアは元来、ヨーロッパ西側諸国との関連が深い国である。スロベニア人自体は南スラヴに属することになるが、スロベニアの作家ツァンカルが「(南スラブ人らとは)血の上では兄弟であり、言葉は従兄弟であり、文化は数世紀に渡って全く別の育ちの果実である。しかし、我がカルニオラ(スロベニア)の農民がチロル(オーストリア)の人々と親密であるほどに我々は親密ではない」 と記したようにスロベニアが西側諸国への繋がりを持つ意識は強い。

## 先史時代
スロベニアにおける人類の歴史は旧石器時代にムスティエ文化の担い手であったネアンデルタール人から始まる。リュブリャナ周辺では先史時代の住居跡が発見されており、紀元前1400年頃、イリュリア人 (en) が定住、彼らはギリシャと交流を持ちながらケルト人らと融合していく。

## ローマ時代

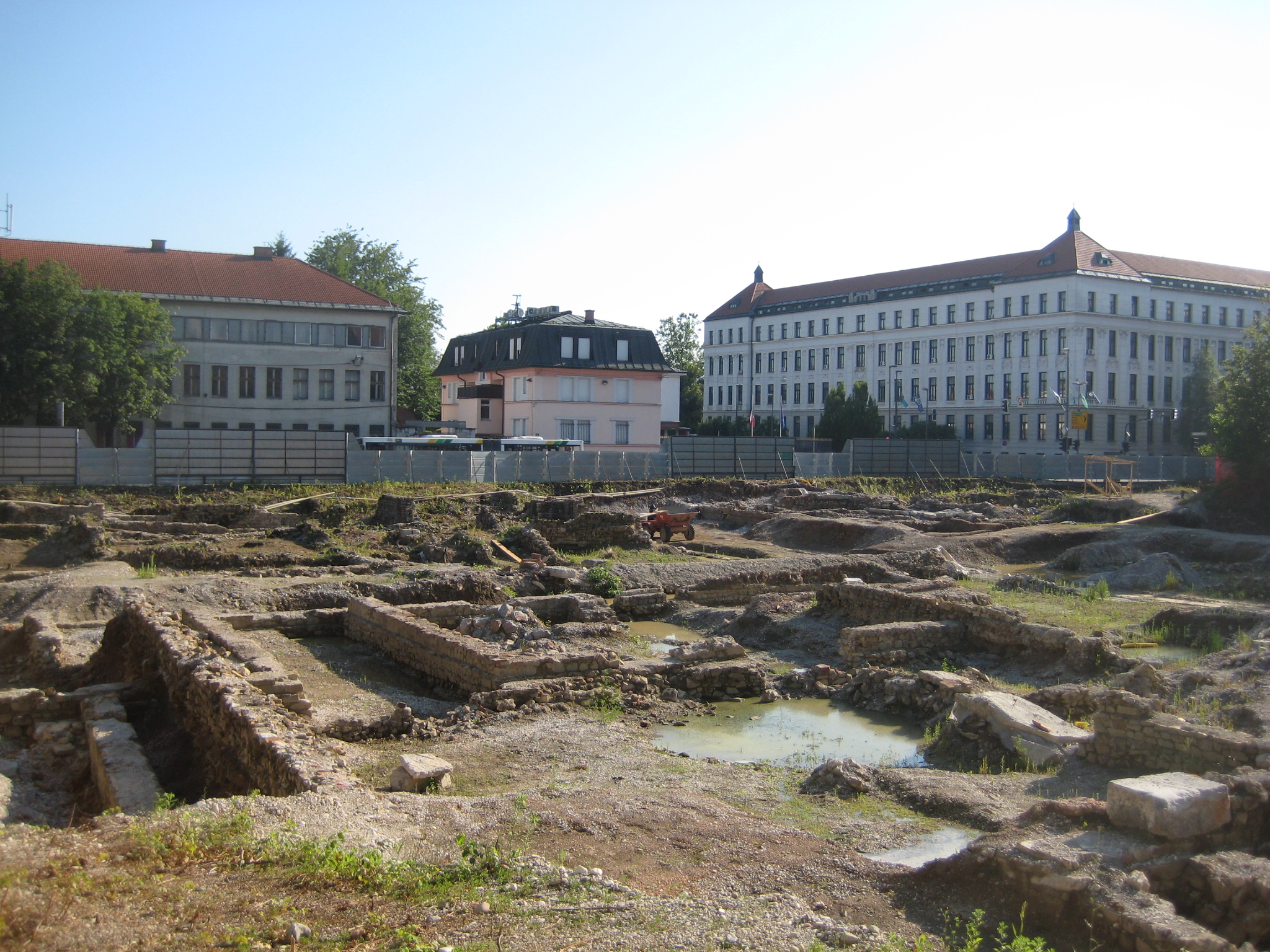
ローマ時代の遺跡、リュブリャナ

やがてスロベニアはローマの支配下となり、イリュリクムやノリクムなどの属州とされる。この地域には植民都市として現在のエモナ（現：リュブリャナ）やポエトヴィオ（現：プトゥイ）などが建設され、さらにシェンペーテルにはローマ時代の大墓地跡が存在する。このローマ占領下の時代、キリスト教が伝来、5世紀まで繁栄を続けた。しかし5世紀中頃、フン族が侵入したことにより、都市は破壊され、さらに6世紀のスラヴ人の侵入を迎える事となる。

## スロベニア人の定住
536年、スラヴ人はスプリト周辺へ現れた。548年には現在のアルバニアのドゥラスまで南下した記録が残されている。さらにビザンツ帝国の歴史家プロコピオスとテオファネス (en) によれば、539年、550年、559年にイリュリア州へスロベニア人が侵入したことが記録されている。しかし、この後、567年にアヴァール人が襲来、その周辺のゲルマン民族らはイタリアへ追いやられることとなった。アヴァール人はそこに定住するがイリュリクム、ノリクム周辺らはスラヴ人らが定住、彼らはアヴァール人らが背後にいる事を頼みにイストリア半島やベネト地方まで侵攻、さらにオーストリアのドライヘーレンシュピツェやダッハシュタイン、ハールシュタットまで至る事となった。そのため、7世紀にはサヴァ川、ドナウ川周辺、ダルマチアはスラヴ人らが占領する事となった。
この時代、フランク人のサモがアヴァール人へ抵抗するスラヴ人を支援してこれを勝利させ、さらにフランク王国、ゲルマン系のアレマン族 (en) 、ランゴバルド族にも勝利した上でサモ帝国 (en) を開いたとされているが、この中にスロベニア人(カランタン=スロベニア人、アルプス・スロベニア人とも)が支配下にあったとされている。このサモ帝国はサモが死去したことにより崩壊、スロベニア人は再びアヴァール人の支配下となった。
626年から630年の間にスラヴ人らはアヴァールへの反乱を起こしてカランタニア公国 (en) を創設、サモ帝国の一翼を成したと考えられている。カランタニア公国はアヴァール人との戦いを繰り返すこととなるが、745年、バイエルン公国へ支援を要請、この支援とともにキリスト教が伝来することとなり、ザルツブルク司教座 (en) が設置される事となった。しかし、キリスト教が無条件で受け入れられたわけではなく、772年、バイエルンのキリスト教による教化活動への反抗から反乱が発生、バイエルン公国タシロ3世 (en) 公はこれを鎮圧した。
しかし、徐々にフランク王国の手が伸びてくることにより、クロアチア人のリューデヴィト・ポサヴスキ (en) らと共にフランクとの戦いを行ったが、リューデヴィトはカランタニア公国を廃止した。これは778年にカロリング朝フランク王国がフランク王国辺境部をバイエルン公国を元として設立された辺境伯領に組み込んだためであった。このため、スロベニア人はスロベニア語こそ使う事は許されたものの、農奴と化すこととなる。

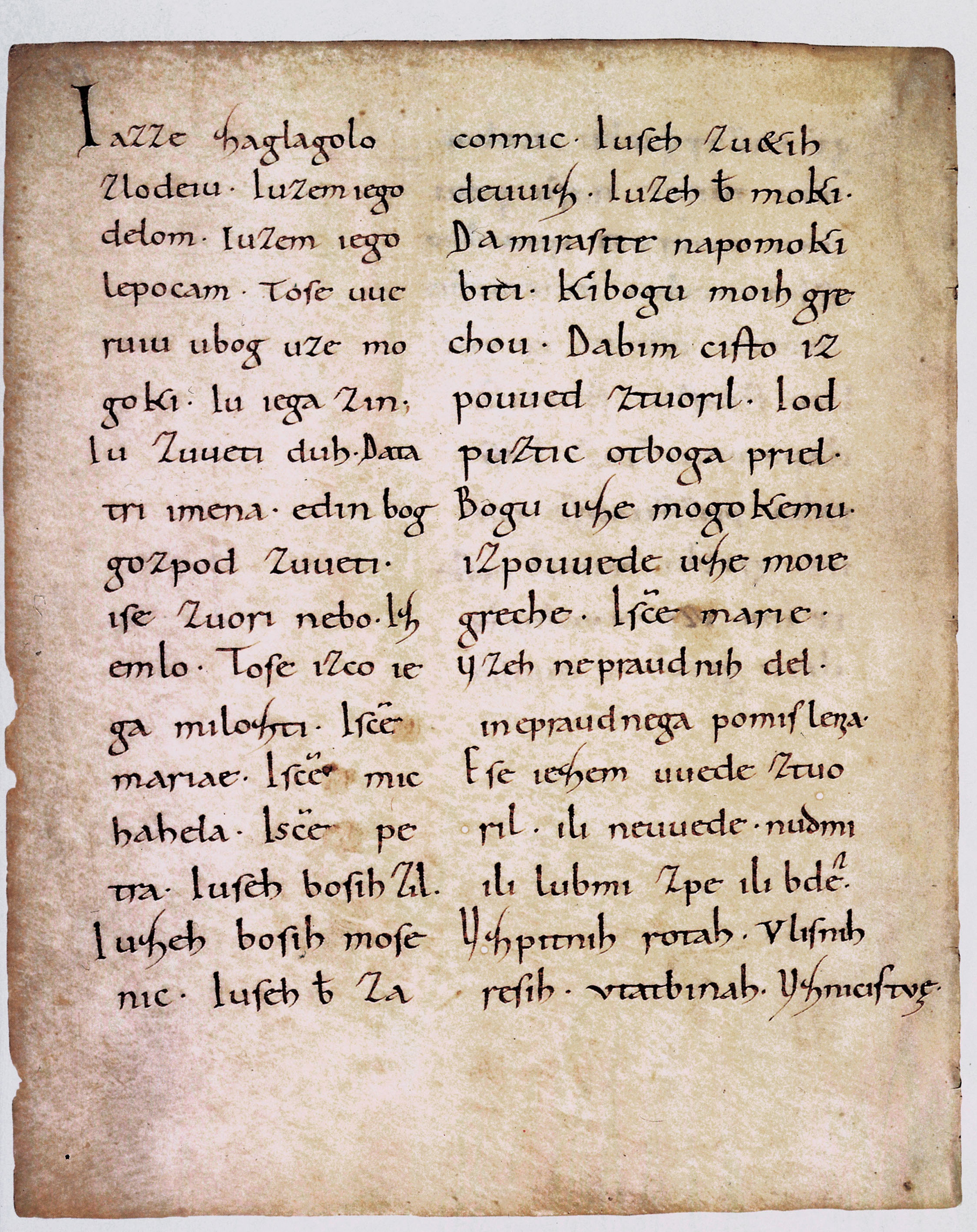
フライジング写本

さらに896年、ハンガリー王国が成立したことによりフランク王国は隣接地域の要塞化に着手、さらにフランク王国が分裂すると東フランク王国王オットー1世は952年、スロベニア一帯を含む地域をカランタニア公領と定めたが、このことからスロベニア人らはドラヴァ川まで進出することとなる。その後、カランタニア公領はエスト辺境伯、カリンティア辺境伯 (en) 、ドラヴァ川流域地方、サヴァ川流域地方、イストリア地方に分割されたがいずれもスロベニア人らが定住しており、神聖ローマ帝国東国境を形成、クロアチアと分断されることとなった。その後、神聖ローマ帝国領として「カリンティア(スロベニア語、コロシュカ)」、「スティリア(シュタイエルスカ) (en) 」、「カルニオラ(クランスカ) (en) 」の三公国に再編成されることとなる。なお、この時代の972年から1039年の間に、キリスト教伝道のために書かれた「ブリジンスキ・スポメニキ(フライジング写本) (en) 」はスロベニア語で文章が記述されており、他にも写本が存在する。
しかし13世紀末、ヴェネツィア共和国が勢力を伸ばす事により、イストリア半島やアドリア海沿岸部は1727年までヴェネツィアが支配することとなった。そしてローマ教皇の計画により、アクイレイア総司教座(it)がザルツブルク司教座へ圧力をかけたことによりカリンティア、スティリア、カルニオラら三公国はボヘミア王オットカル2世が支配する事となった。こうしてスロベニアはオットカル2世のプシュミスル家とハプスブルク家が支配することとなるが、オットカル2世は1278年、マルヒフェルトの戦い (en) においてハプスブルク家のルドルフ1世に敗北、三公国はハプスブルク家支配下となる。

### アルプス・スラヴ人
ゲルマン民族のように大移動を見せたアルプス・スラヴ人らはザドルガを基本とした地縁的共同体で成り立っており、長老(ズパン)がアヴァール人と交渉を行い、ザドルガ内の裁判官役を果たすなどしていた。後に裁判官の役目を行う事はなくなったが、長老を中心として荘園を成す事となる。後に農民と化したアルプス・スラヴ人らはケルンテン、シュタイアーマルク、クラインで特権的農民層である「エードリンガー」を形成、自治や裁判権を持つ事ができた。この特異的な地域を得た事に関してはアヴァール、クロアチア、ランゴバルド、ローマにその出自が求められたがこの分野に関しては未だに研究が続いているがその答えを見出すことは困難とされている。

## ハプスブルクによる支配

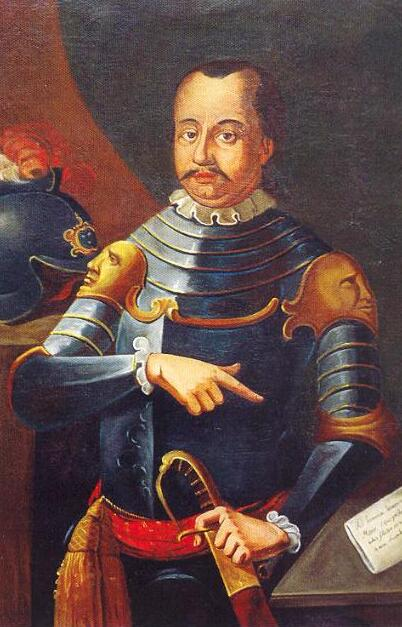
ウルリク2世

オットカル1世に勝利したルドルフ1世は三公国をハプスブルク家の相続領地として息子ルドルフ、アルベルトに治めさせた。さらに1355年にはトリエステからモンファルコーネまでのアドリア海沿岸部をヴェネツィアより奪い、スロベニア人居住地域は全てハプスブルク家支配下となった。しかし15世紀、ツェリェ伯爵家が力をつけてスロベニア地域においてハプスブルク家と対抗することとなり、1432年にはルクセンブルク家と婚姻を結ぶことにより「神聖ローマ帝国の貴族」となった。しかし1456年、ベオグラードにおいてフニャディ・ヤーノシュの息子でハンガリー王マーチャーシュ1世の兄フニャディ・ラースローによってツェリェ伯ウルリク2世が殺害されたことにより、スロベニア人国家が生き残る可能性が消滅、ハプスブルク家の領土となることとなったが、過去にルドルフ4世がドイツ人をコチェーヴィエ地方へ入植させていたため、スロベニア人居住区はドイツ人居住区に囲まれる事となった。この状況は第二次世界大戦まで続く事となる。また、行政面などではドイツ語が使用されることとなったが、スロベニア語自体は禁止されず、農民たちが使用し続けることとなる。

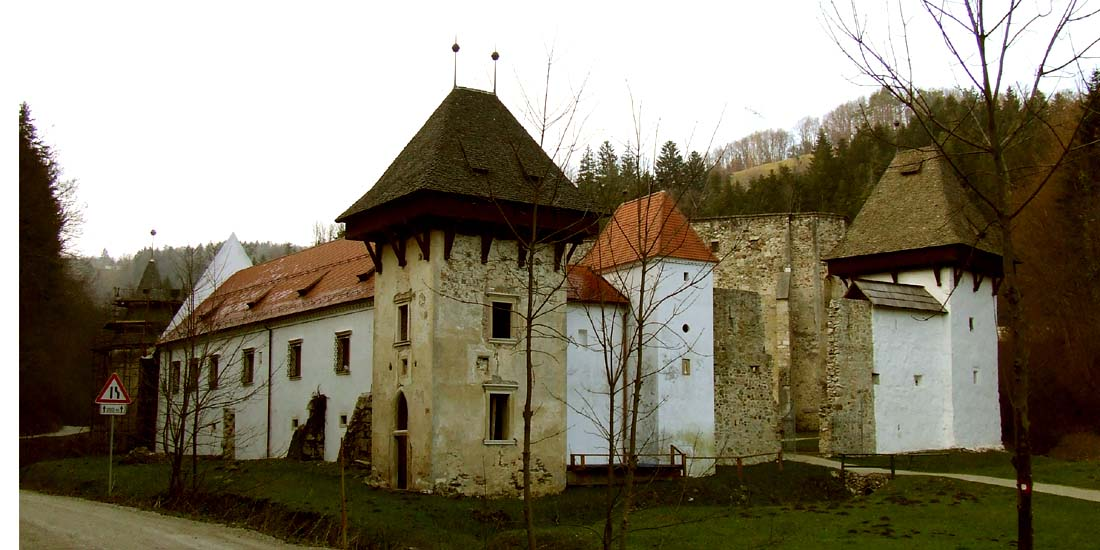
ジッチェ修道院

13世紀から15世紀にかけてのスロベニアは封建制が確立しており、教会関係の領地が多く存在した。特に35もの修道院と付属農園が設立されたことにより、シトー修道会のスティチナ修道院（Cistercian Abbey Stična）やカルトジオ修道会 (en) のジッチェ修道院 (en) などが建てられ、その中でもザルツブルクの総司教座は最も勢力が大きかった。また、多くの修道院が設立したことにより、文化面でも多大な影響を与える事となり、写本（マニュスクリプト）の製作され、建築物としてはロマネスク様式がブトゥイ、ブレスタニツァ (en) 、ポドスレダ (en) 、ゴシック様式がマリボル、ツェリェ、クラーニ、リュトメルでそれぞれ建設されることとなる。

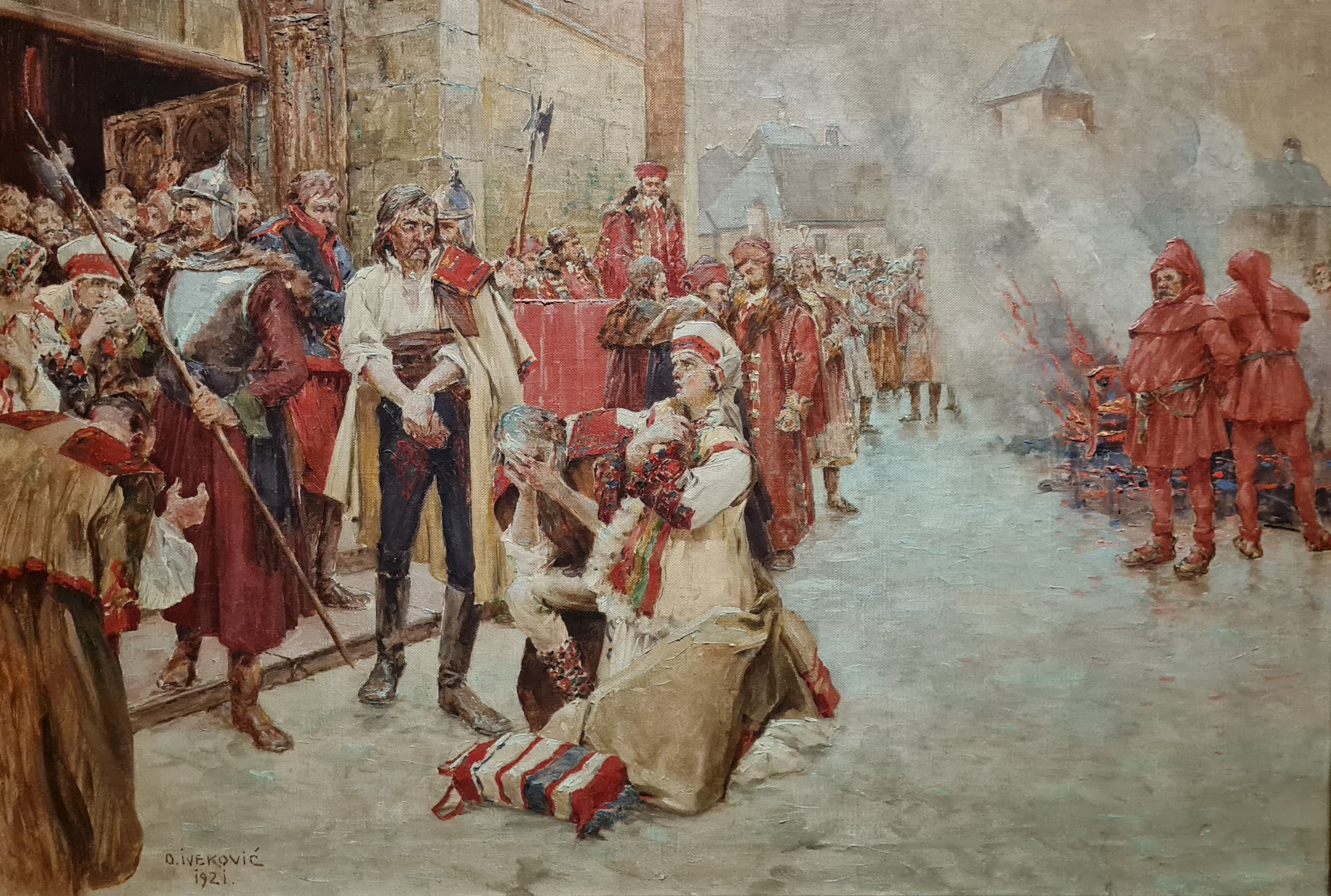
処刑されるグーベッツ

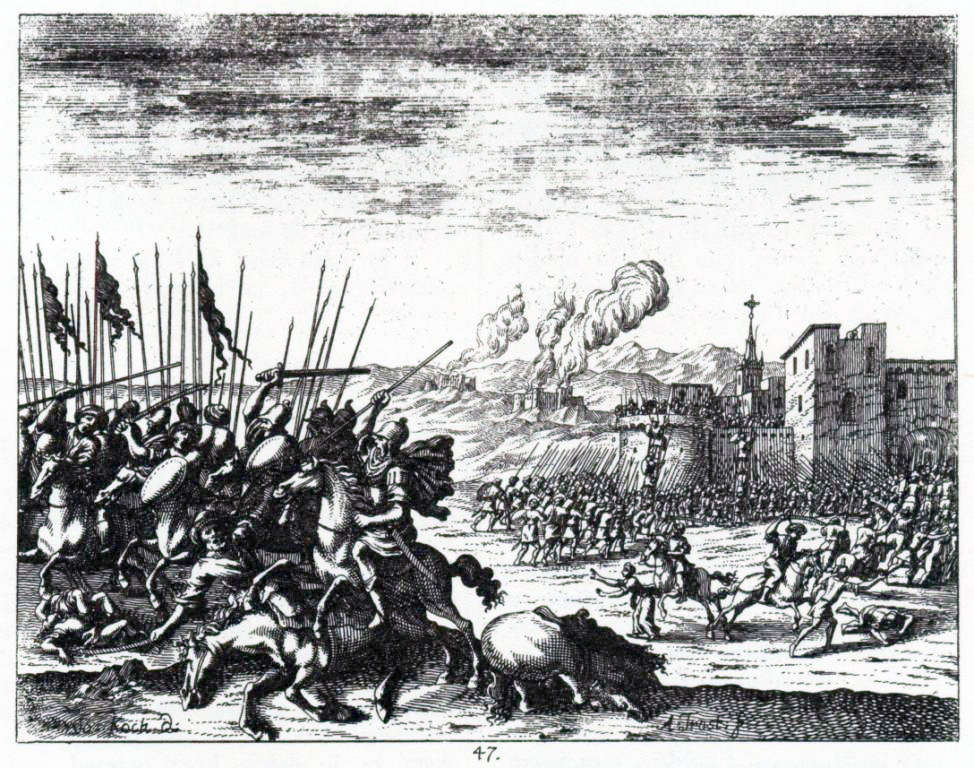
大トルコ戦争において現在のスロベニアの地でハプルブルク家と戦うオスマン帝国軍

15世紀に入るとスロベニアの地域にオスマン帝国が襲来することとなった。このため、ハプスブルク帝国はスロベニア地域で騎馬軍団を組織、そしてさらにオスマン帝国との国境地帯に軍政国境地帯を設置した。この軍政国境地帯はクロアチアの地に設置されたため、スロベニア人はこれに含まれたわけではなかったが、ハプスブルク帝国貴族らが国境地帯に要塞を建設する際の費用をスロベニア農民らが負担することとなり、農民反乱が頻発することとなる。1515年に発生した農民反乱は特に規模が大きくスロベニア人居住区全体に広がったがこれは鎮圧されることとなる。そして1572年から1573年にかけてスロベニア人、クロアチア人らが連合した上でハプスブルク帝国への忠誠を放棄してザグレブの首長への忠誠を行えるよう要求したがこれも成功せず、結局、1713年のトールミンの一揆のように18世紀まで農民一揆は続くこととなる。

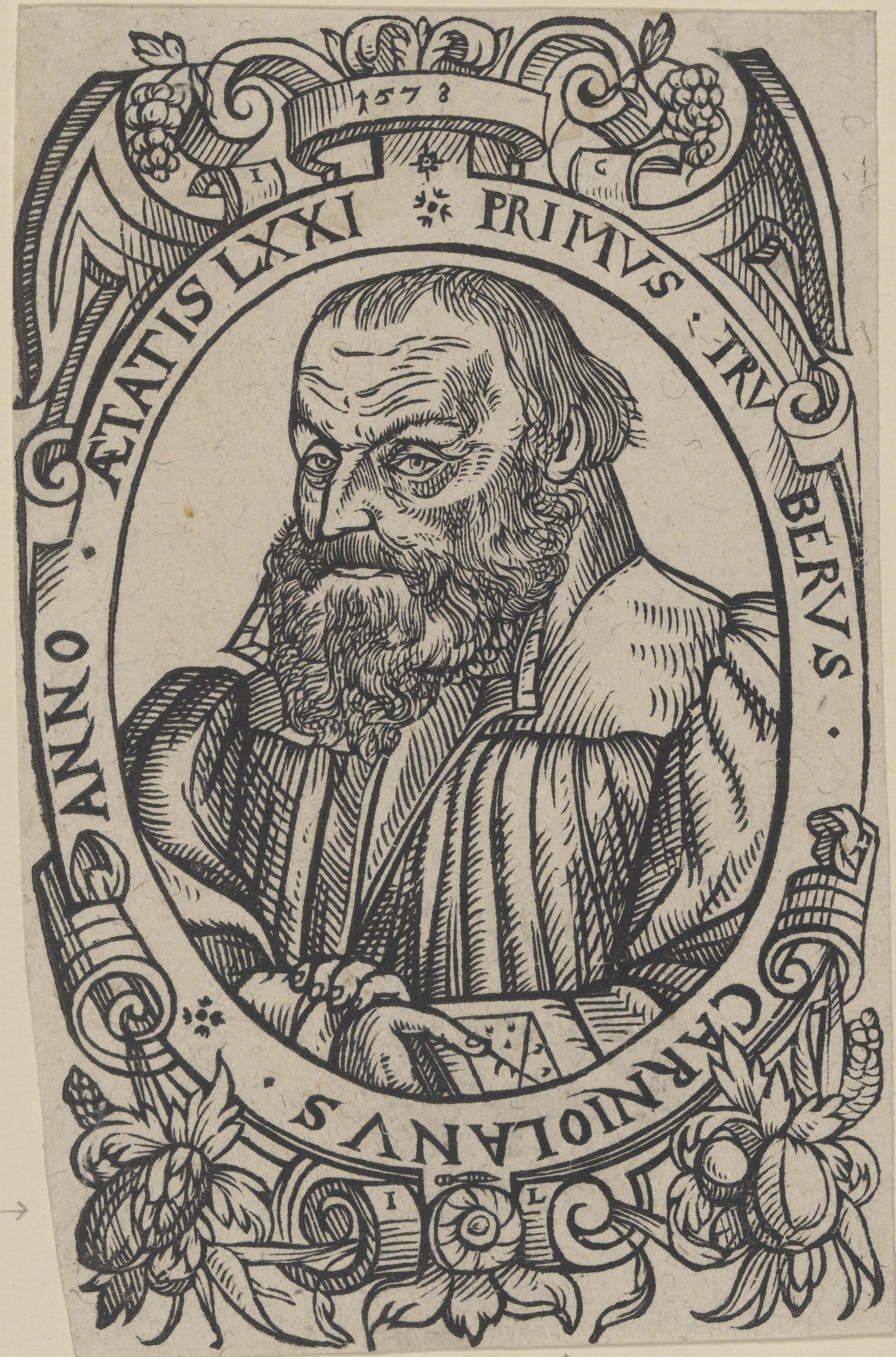
プリモシュ・トルーバル

1517年10月13日、マルティン・ルターが「95ヶ条の論題」を掲げたことによりプロテスタント活動が始まるが、この波はスロベニアにまで及ぶこととなり、1520年代にはトリエステ、グラーツ、リュブリャナでルター派の活動が始まっていた。その中、プロテスタントへ改宗したスロベニア人司祭、プリモシュ・トルーバル (en) は迫害を避けるためにヴュルテンベルク公国 (en) へ避難したが、「カテキズム(教理問答集)」をスロベニア語へ翻訳、さらにスロベニア語の基本的文法に関する書籍を出版したが、これは19世紀のスロベニア人らの民族的アイデンティティの拠り所となる。この後、スロベニアではプロテスタント信者が増加したことにより、トルーバルの「スロベニア人のためのキリスト教的秩序」、ユーリィ・ダルマティンの「聖書全訳」などが出版されることとなるが、これはスロベニア語だけでなくキリル文字、グラゴル文字でも出版されクロアチアでも使用された。
さらにトルーバルは30冊もの書物をスロベニア、クロアチアの一部へ紹介することとなり、1555年には「マタイによる福音書」を翻訳、1582年には「新約聖書」の全部をスロベニア語へ翻訳、これらがスロベニアで普及することとなったが、さらに彼の弟子ユーリィ・ダルマティンは旧約聖書の翻訳を、アダム・ボホリッチ (en) はスロベニア語初の文法書「冬の余暇(Articae horulae succisivae)」を出版した。
このため、ハプスブルク帝国は「対抗宗教改革」を呼びかけ、教皇庁はトリエント公会議を開催した上でイエズス会を設立、ウィーンへ進出させ、さらにはリュブリャナなどの主要都市に神学校(コレギウム)の設立を行った。ハプスブルク帝国はプロテスタント派の牧師や職人らを何千人も追放し、さらにプロテスタントの文献全てを禁止、焼き払ったが、そのためにスロベニア語の出版物が事実上、消滅することとなる。そのため、新たなバロック芸術がスロベニアに広がることとなり、16世紀末にはカトリックが勝利を収めることとなる。そして、17世紀に入るとリュブリャナ、ゴリツァなどにバロック様式の教会が建築され、その装飾にイタリアの彫刻家たちが参加することとなる。ただし、スロベニア語はイエズス会の設立した高等学校の演劇や、リュブリャナ、ゴリツァでの聖職者の会合ではスロベニア語が使用される事が多く存在した。

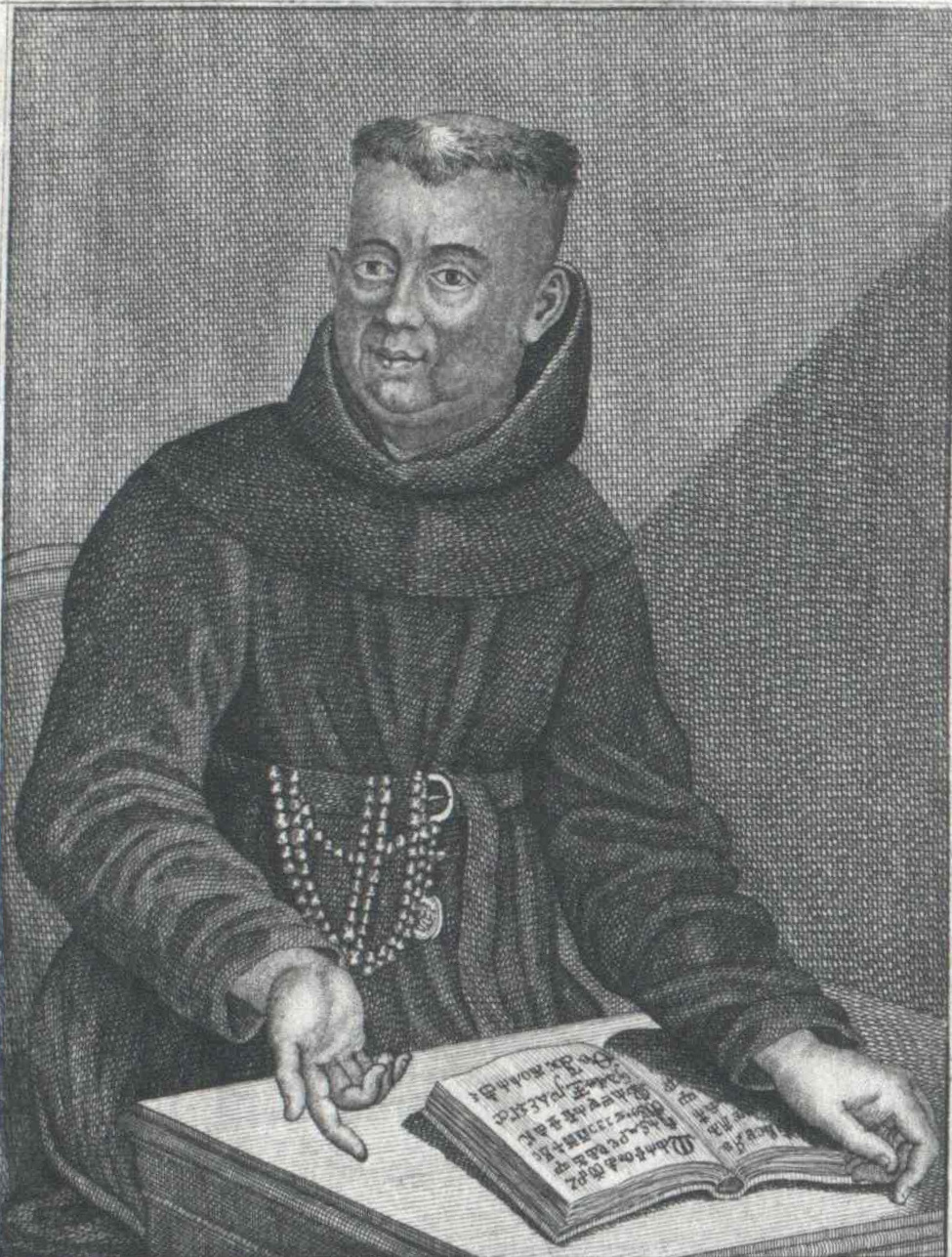
マルコ・ポフリン

18世紀半ばになるとハプスブルク帝国史上初の人口調査が行われたが、このとき、スロベニア人とされた人々は100万人に満たなかった。しかし、マリア・テレジアの時代に交通網が発達、マリボル、ツェリェ、リュブリャナを経由してトリエステに至る重要な道が整備された。そのため、亜麻や絹織物などの手工業が発達、農業関係も力が入れられることとなり、カルニオラでは1771年に農業学校が設立され、ジャガイモの栽培など新たな農業が取り入れられた。さらに政府は義務教育令を発令、スロベニア地域の学校ではスロベニア語による授業が行われ、「対抗宗教改革」で事実上、消滅していたスロベニア語の印刷物が出版されることとなり、1715年にはボホリッチによる「文法書」が出版され、1768年にはマルコ・ポフリン (en) によって「クラインスカ・グラマティカ（Kraynska grammatica、カルニオラ語文法）」も出版されることとなる。
しかし、マリア・テレジアが死去したことにより、ヨーゼフ2世が親政を開始、行政機関で使用する言語をドイツ語と規定したことにより状況が変化、学校においてもドイツ語教育が優先された。しかし1781年、「農奴解放令」が発令されたことにより、農奴制が廃止され、個人の義務が緩和されたことにより、スロベニア人も中産階級へ上る事ができる状況となった。
さらにマリア・テレジア、ヨーゼフ2世の時代、啓蒙的絶対主義が導入された事によりスロベニアにも知識人層が生まれることとなり、1781年、「アカデミア・オペロソルム・ラバセンシス (en) 」がリュブリャナで設立され、これに類似した幾つかの組織が各地で形成され、1779年から1782年の間にバロック・スタイルの詩歌を集めた「ピサニツェ(Pisanice od lepih umetnosti、復活祭の卵)」がヤネズ・ダマスツェン神父(本名、フェリックス・デヴ)(sl)によって出版されたが、この中にはスロベニアの農民を歌った「幸福なカルニオラ人」も含まれている。

## 民族意識の高まり

ジーガ・ツォイス

ヨーゼフ2世は中央集権化を進めたが、それに伴い地方政府への限定的ながらも権限が委譲されることとなった。そして、ロマン主義活動が開始されたことにより、ドイツ人のヨハン・ゴットフリート・ヘルダーはスラヴ人らにも自らの言葉や古く伝わる風習・伝承(フォークロア)を研究して発展させることを呼びかけた。そのため、スロベニア人らもこの活動に反応した。そのため、鉱山経営者ジーガ・ツォイス男爵の支援の元、作家グループが形成され、その中には言語学者のイェルネイ・コピタル (en) や聖職者のヴァレンティン・ヴォドニック (en) らが参加していた。コピタルはスロベニア方言の統一を行い、さらにドイツ語の要素を排除したスロベニア語文法書を出版、さらにはセルビア・クロアチア語改革者ヴーク・カラジッチと共同作業を進めてスロベニア語の音声学的正書法を確立させた。このため、スロベニア語が整備されることとなり、後にスロベニア最大の詩人といわれるフランツェ・プレシェーレンらが生まれることとなる。
さらに「農業・実務協会」が政府の支援の下、形成されたがこの組織ではラテン語が使用され、さらにスロベニア系学識者が現れることとなる。ヤネス・ジーガ・ヴァレンティン・ポポヴィッチ(sl)は「海洋の研究」をドイツ語で著し、ユーリィ・ヴェガ (en) は「対数学大全 (en) 」をラテン語で著した。さらにスロベニア以外でもその活動は広がる事となり、ブルターニュのベルシャザール・アケ (en) は「カルニオラ地誌(Plantae alpinae carniolicae)」を出版、スロベニアにおける言葉の違い、方言、文化的、地域的特徴が研究された。

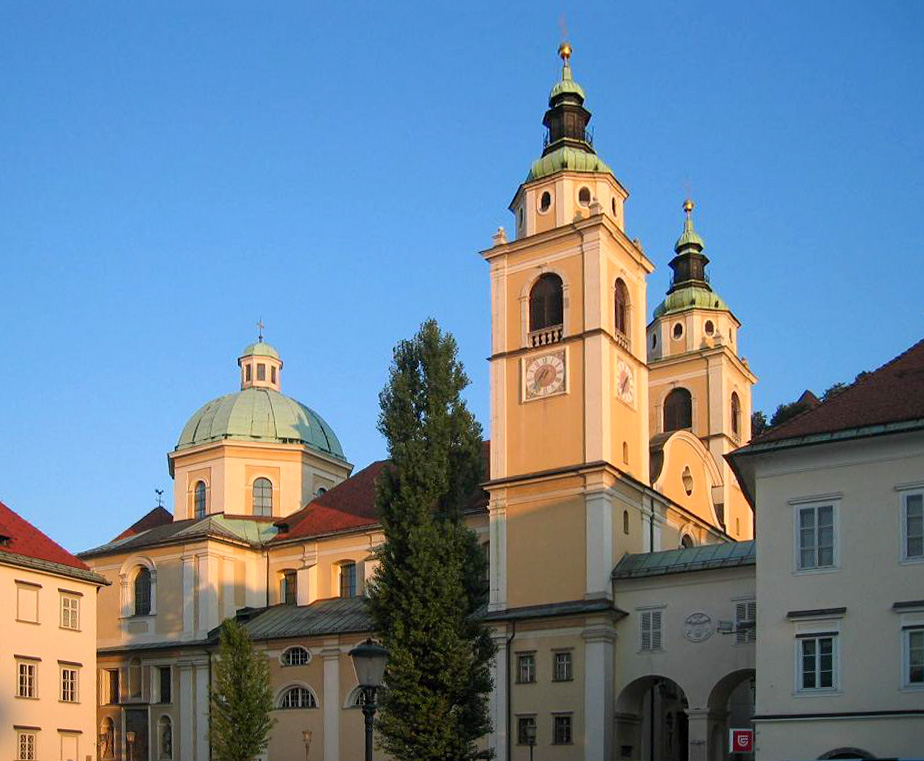
聖ニコラウス大聖堂(リュブリャナ司教座)

そして教会でもヤンセン主義(厳格主義)がユトレヒトから伝わった事により、リュブリャナ司教座 (en) はその影響を受け、K・J・ヘルベシュタイン司教はこれを熱心に支持、その影響を受けた人々らは聖書の翻訳を行ったが、この翻訳作業は他の分野へも波及した。そのため、公教要理、福音書講話、祈祷書、旧約聖書詩篇などが翻訳され、スロベニア語の文語成立に多大な貢献を収めることとなり、さらにスロベニア人知識層にも影響を与えることとなった。

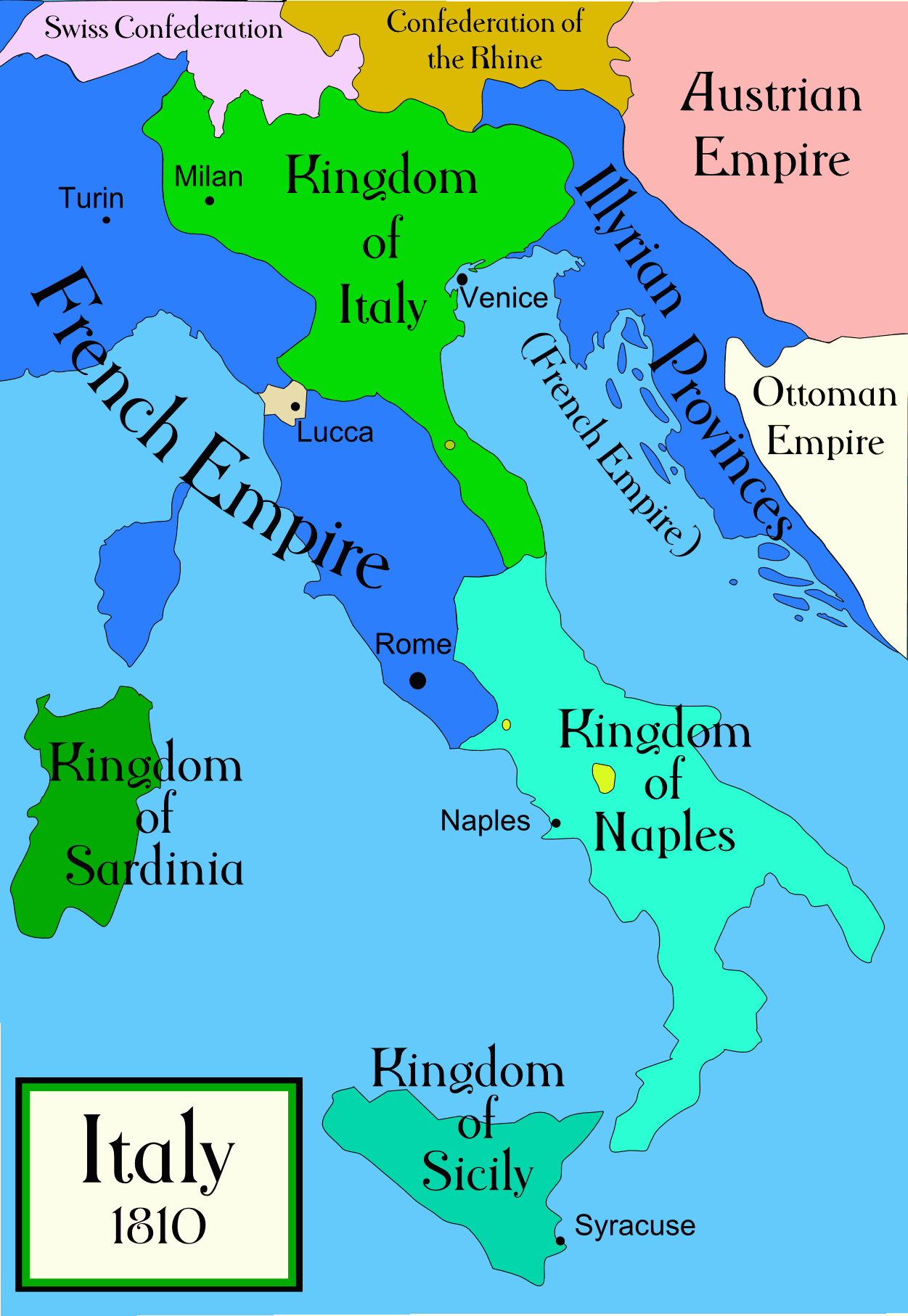
イリリア諸州(Illyrian Provinces)

この文学面で生まれたこの活動はやがて政治にも影響を及ぼす事となり、同時期に発生したフランス革命の思想的影響を受けたヴァレンティン・ヴォドニックはスロベニア初の新聞社を1797年に設立、「ルブランスケ・ノヴィツェ(リュブリャナ新聞)(sl)」を発行した。さらにフランスはナポレオン・ボナパルトの登場によりその領土を拡大し続け、スロベニアもその領域と化したが、ナポレオンはスロベニアに関心を持っていたため、1805年、1809年とハプスブルク帝国との戦いの際にはドイツ語、フランス語などで各地の習慣を尊重するという宣言文を作成しているが、この中にはスロベニア語で作成されたものも含まれていた。1809年、ナポレオンはウィーン条約によりカルニオラ、カリンティア西部、ゴリツィア、イストリア半島、クロアチアの一部、ダルマチア、ドゥブロヴニクをハプスブルク帝国より割譲を受け、「フランス領イリュリア諸州」を形成、州都はリュブリャナに置かれる事となった。
フランス領イリュリア諸州となった事により農奴制こそ廃止されなかったが、この地域ではフランス式の行政制度やナポレオン憲法が適用されることとなった。そのため、スロベニア語の使用が推奨され、行政機関にもスロベニア人らが登用されることとなり、さらにフランス語を習得している者が少ないという理由で役所でもスロベニア語が使用される事が認められた。そして知識人らもフランスの政策に共感を示し、ヴォドニックは「イリリアの再生」という詩をナポレオンに捧げ、さらに1810年にはグラーツで「スロベニア人協会」が設立されることとなり、その2年後にはグラーツの高等学校において「スラヴ研究講座」が設置されることとなる。

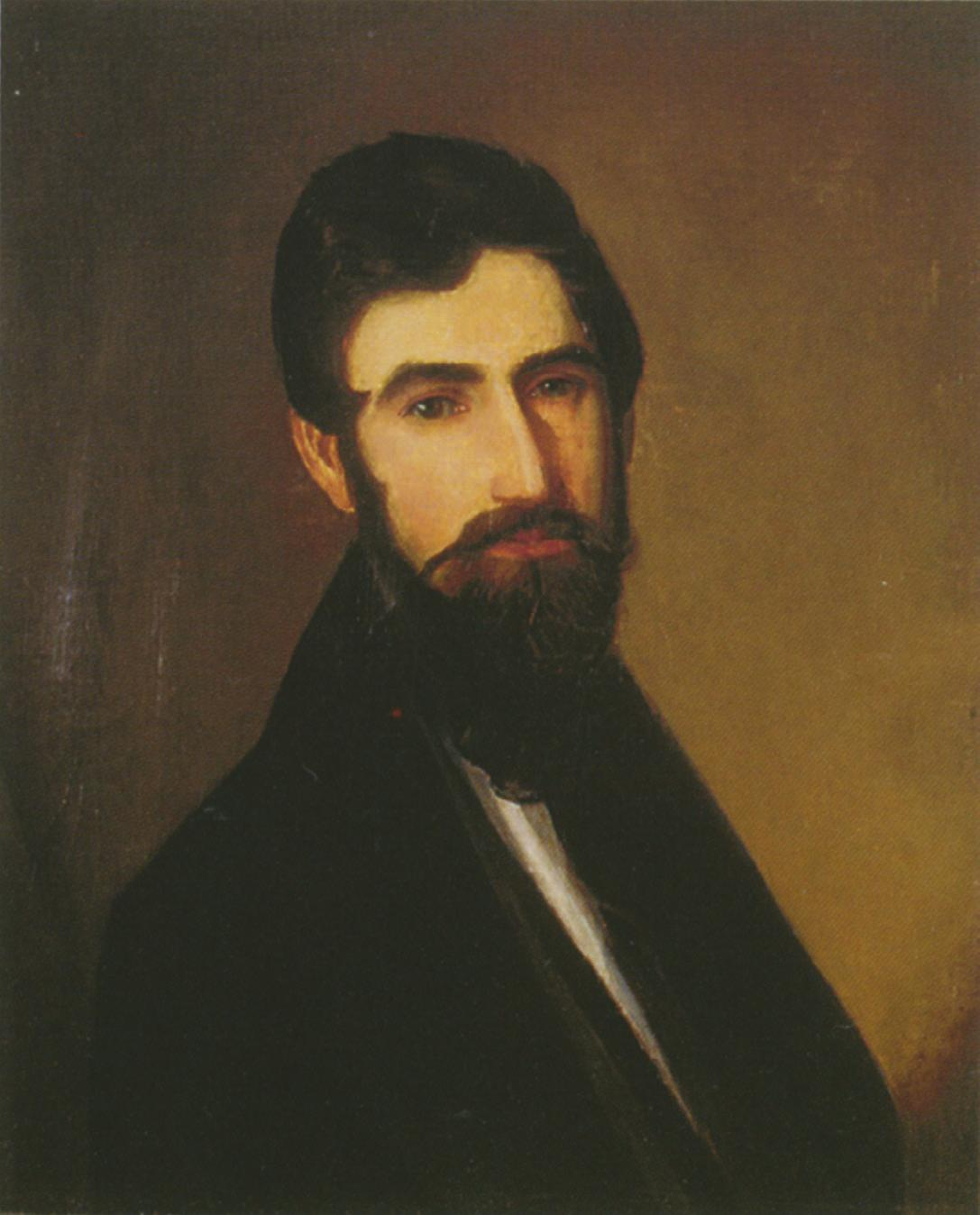
スタンコ・ヴラーズ

この中、スロベニアでもイリュリア運動 (en) が活発化することとなり、スロベニア語がクロアチア語のカイ方言 (en) と近い事からスロベニア語、クロアチア語、そして南スラヴ系諸言語の統一を提案したものも存在した。この中で最も代表的な人物としてスタンコ・ヴラース(sl)が上げられるが、彼はプレーシェンやクロアチアのリュデヴィト・ガイ (en) らとを親交を持ち、スロベニア語、クロアチア語を混合した「イリュリア語」で詩を発表したが、結局、これは良い結果を残す事ができなかった。
フランス占領下でスロベニアでは民族意識が高まる事となったが、その一方で「コンコルダート」が適用され、さらに軍事支出のための増税、徴兵制の負担などが強いられることとなっていた。しかし、1815年、ナポレオンが敗れたことにより、ウィーン条約が結ばれるとスロベニアは再びハプスブルク帝国領となった。ダルマチアとラグーザはオーストリアに併合され、イストリア、カリンティア、カルニオラ (en) などは新たにイリュリア王国 (en) を形成することとなり、オーストリアの一部と化すこととなった。また、クロアチア、スラヴォニアはハンガリー領と化している。

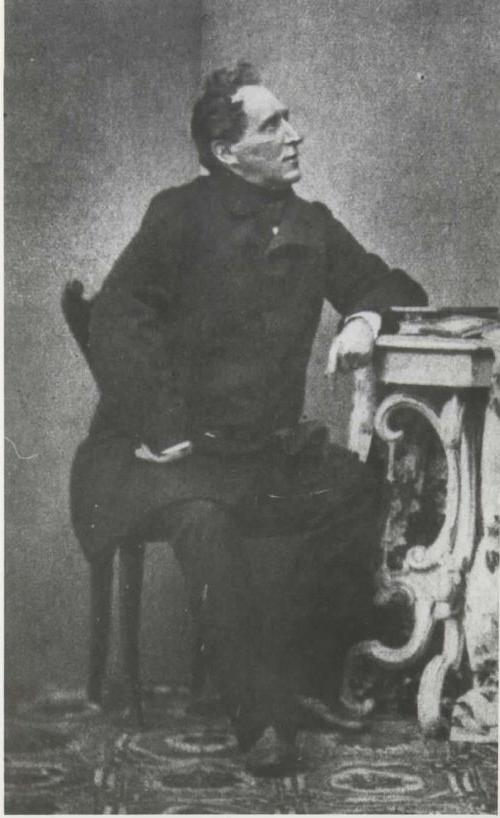
ヤネス・ブライワイス

ハプスブルク帝国においてクレメンス・メッテルニヒが政権を担う事となると行政面、教育面において再びドイツ要素が強まる事となり、スロベニア人作家らも政府に監視されることとなった。これはメッテルニヒが旧来の国際秩序を維持したいと考えていたためであったが、この政策により、ハプスブルク帝国内の民族感情は抑圧されることとなる。しかし、ウィーンで1848年革命が勃発するまでのフォアメルツ (en) と呼ばれるこの期間、スロベニアでは作家たちがスロベニアにおける文学創作活動水準を高めるための努力を行っており、さらにはヤネス・ブライワイス (en) が「ノヴィツェ(ニュース) (en) 」という名の新聞を発行、この新聞は経済、農業問題だけでなく政治問題まで記事にした。また、工業面においては最初の手工業が開始された時期でもあり、繊維業や製糖業では蒸気機関が導入されることとなった。

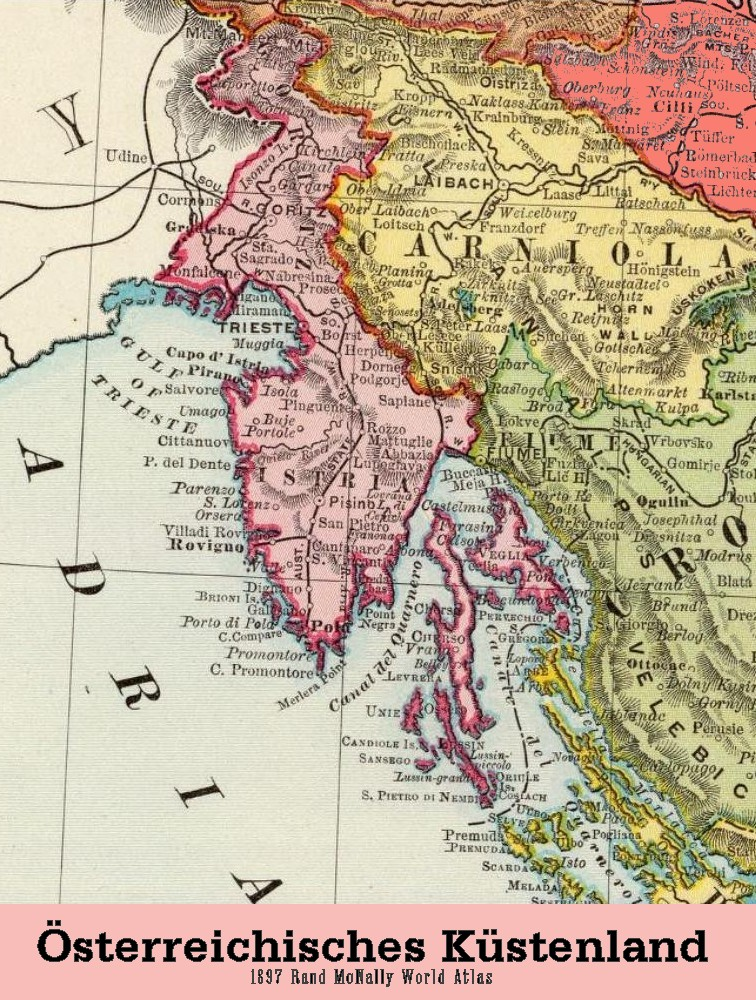
オーストリア＝ハンガリー帝国皇帝直轄領(キュステンラント)、1897年

1848年革命の時期、スロベニア人らは自らの権利拡大のための活動を開始したが、農民たちは議会で封建制の廃止が決定された時点で革命に興味を失っていた。しかし、結社「スロベニア」が結成された上で言語境界内部にスロベニア人の土地を集めて「州(ラント)」を形成して民族権利の保障、スロベニア語がドイツ語、イタリア語と対等であること、全ての言語が学校教育において使用されることを150万人のスロベニア人の名において1848年4月に宣言した。しかし、この宣言は一部の小さなグループの支持は得たものの、封建領主やドイツのリベラルな中産階級は反対、それに対してスロベニア人らはフランクフルト国民議会ではスロベニア人が参加する意味がないとして参加を拒否した。このとき、法律家ヨシブ・クラーニェは「世界の一人たりともスロベニア人に対して死ぬのが怖いのなら自殺すれば良いなどと言う事はできない」と発言している。1849年、ハプスブルク帝国はイリュリア王国を廃止してカルニオラ、カリンティア、キュステンラント (en) を「クローンレンダー(Kronland、皇帝直轄地) (en) 」とした上で限定的な自治権を与えた身分制議会を置いたが、アレキサンダー・フォン・バッハ (en) の時代、自治権が著しく制限を受ける事となる。その最中の1853年、スロベニア語文学作品出版を行うために「モホリェヴァ・ドルージュバ(聖エルマゴール協会)」(sl)が設立されている。
1860年10月、勅書が下されることにより新たな憲法が制定されたが、スロベニア人らは地方議会から排除されることにより少数派ドイツ人らが権力を握った。そのため、スロベニア人が圧倒的多数であったカルニオラ州においてもスロベニア語で記された議会報告書の閲覧申請が行われても拒否されるような状態であった。さらに1867年にハンガリー王国が独立したことによりオーストリア＝ハンガリー帝国が形成されてハンガリー人らがドイツ人と対等な地位を得る事となったが、スロベニア人らにはなんら影響がなかった。しかし、選挙法が何度も改正されたことにより、民主主義が徐々に取り入れられたことによりこれらの問題が政治的課題として表現され始めたため、1867年、選挙法改正によりスロベニア民族党の結成が許可された。
このスロベニア民族党はそれまで「リベラル派」と「保守派」に分かれていた派閥が「統一スロベニア (en) 」を形成する目的で集まったものであり、さらに1861年以降、トリエステでスロベニア語を守るため発生した活動により読者協会「チタルニツェ」が結成されることとなった。1867年の選挙ではカルニオラの州議会(ラントターク)で史上初となるスロベニア人らが多数を占める事態に至った。さらに、この直前、普墺戦争に敗れたオーストリア＝ハンガリー帝国はスロベニア人らの居住地域をイタリアへ割譲するという問題が発生したことにより、1868年から1871年にかけて「ターボル」と呼ばれる集会がスロベニア人居住区全体で開催され、「統一スロベニア」への支持を行った。そのため、1892年にはキリスト教運動に関係した農民らが集まったカトリック民族党 (en) が、さらに1894年には進歩民族党が結成された。
カトリック民族党が1899年にローマ教皇レオ13世が出した「レールム・ノヴァルム(回勅) (en) 」の実現を要求して政治にも大きな影響を持つ事となったが、その一方で少数派であるリベラル派は都市部の中産階級を中心に支持を集め、リュブリャナ大学の設立を要求した。しかし、これらの活動が行われたにもかかわらず、「ライヒスラート(帝国議会) (en) 」では議席配分によって不利益を受けていた。その状況の中、ドイツ人らはトリエステに至る「ドイツ人の橋」を維持するために強い圧力をスロベニアにかけ続けた。そのため、カトリック民族党はクロアチア権利党 (en) との連携を模索、スロベニアの政治家らはクロアチアの政治家らにオーストリア＝ハンガリー帝国にさらにスロベニア人、クロアチア人らスラヴ人の国家を形成して「三重帝国とする構想(トリアリズム)」を持ちかけた。しかし、皇太子フランツ・フェルディナントはこの構想について考慮してスロベニア人を除外したクロアチア人の国家形成を方針として採用しようとしたが、結局、この構想は「ユーゴスラビア構想」へ繋がる事となり、例えばクロアチア国民党 (en) の指導者ヨシプ・シュトロスマイエル (en) と歴史家フラニョ・ラチュキ (en) らはセルビア公国を基礎とする南スラヴ人による統一国家を構想しており、さらにクロアチアとセルビアの政治家らの間で交わされた「リエカ合意」と「ザダル決議」によりクロアチア・セルビア人連合が形成されたが、この中にはスロベニアも含まれていた。

### スロベニア語文化の萌芽

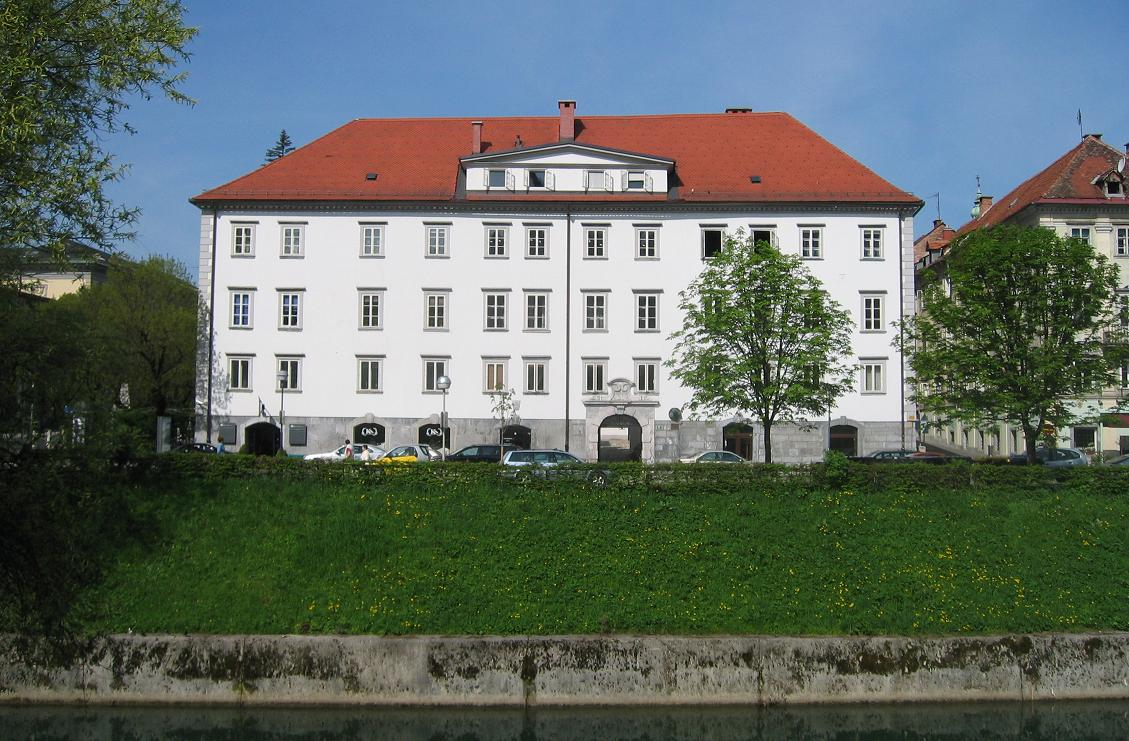
ジーガ・ツォイス男爵の館

19世紀に入るとジーガ・ツォイス男爵が登場するが彼はスロベニア人を母に持ちリュブリャナ中心部近郊の邸宅でスロベニア語振興に活躍した。彼はオペラや演劇の愛好家であったが、外国作品をスロベニア語へ翻訳し脚色したものを上演、1789年12月には「粉引き小屋(Die Feldmühle)」を「市長の娘(sl)」としてまた、1781年には「フィガロの結婚」を「吉日またはマティチェクの結婚(sl)」(ただし、検閲に引っかかったため1884年まで上演されなかった)が導入された。また、この脚色を行ったアントン・リンハルト (en) は未完に終わりはしたものの「カルニオラ及びオーストリアの南スラヴ人居住地域の歴史的考察(Versuch einer Geschichte von Krain und den übrigen Ländern der südlichen Slaven Oestérreiches)」を著している。また、詩人ヴォドニックは「フランス領イリュリア州」の時代、フランスが初等教育レベルでの民族語教育を行い、あらゆる階層に教育を受けさせようとしていたことから、初等教育を管轄される視学官に任命され、何冊かのスロベニア語文法書を著した上で、さらには「クハルスケ・ブクヴェ(Kuharske bukve、スロベニア語初の料理本)」や「バビシュトヴォ(Babištvo、助産婦のための手引書)」を著している。
スロベニア語の使用については市民の日常説活レベルまで及んでおり、そのために1800年からスロベニア語文法書が出版され、1808年には「カルニオラ、カリンティア及びスティリア地方のスラヴ語の文法(Grammatik der slavischen Sprache in Krain, Karnten und Steyemark)」が近代的文法書として初めて出版された。この作者であるコピタルはウィーン大学でのスラヴ語講座の開設に尽力(実際、開設されたのは死後であった)、多くの弟子を育てた。やがてその弟子のJ・N・プリミツは1812年にグラーツ高等学校を開設することとなり、一方でヴォドニックらの尽力で1817年にはリュブリャナで高等学校が開設された。しかし、さらに高度なレベルでのスロベニア語による教育はリュブリャナ大学が開設された1919年に始まる事となる。

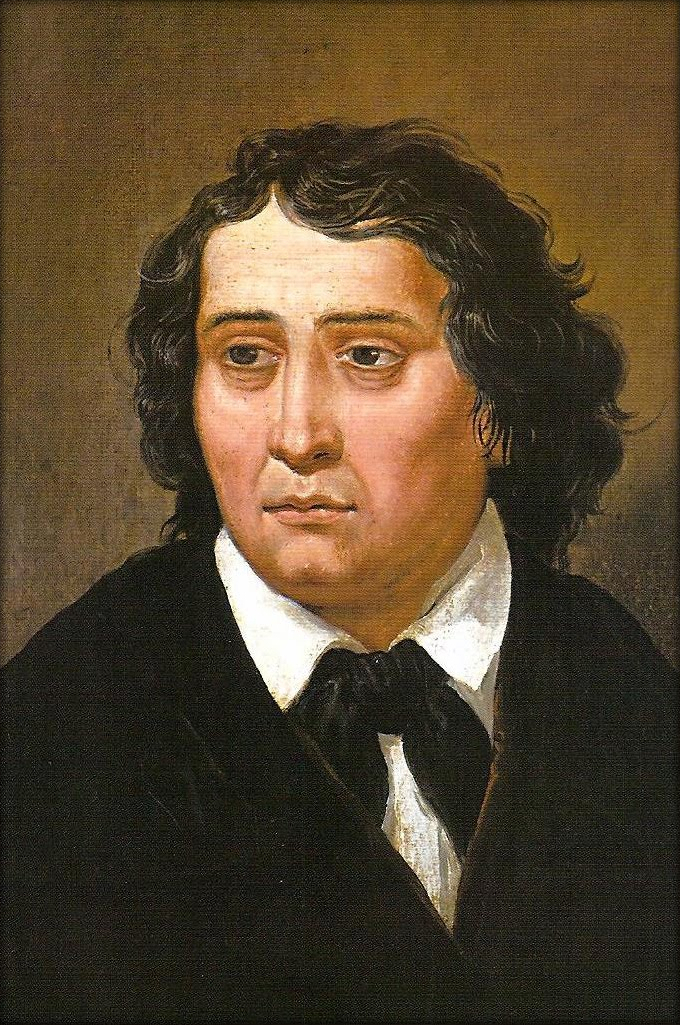
フランツェ・プレシェーレン

さらに1806年、ヴォドニックはスロベニア語初の詩集、「試みのための詩(Pesmi za pokušino)」を出版したが、この後にスロベニア最大の詩人フランツェ・プレシェーレンが登場することとなる。プレシェーレンは1830年、スロベニア初の文学評論「クランスカ・チュベリッツァ(カルニオラの蜂蜜、Kranjska Čbelica)」の発行に加わり、1836年にはキリスト教布教時代を歌った「サヴィツァの滝(Krst pri Savici)」を出版、さらに現在、スロベニアの国歌として使われる歌詞は1884年にプレシェーレンが作詞したものであった。そして1847年、「ポエジエ(Poezije、詩集の意味)」を出版、これにプレシェーレンの詩の大半が含まれており、スロベニア人統一の政治綱領が翌年に発表された。後にこれはスロベニア語とスロベニア文学の代表作と化し、スロベニア人にとっての民族的シンボルと化す。

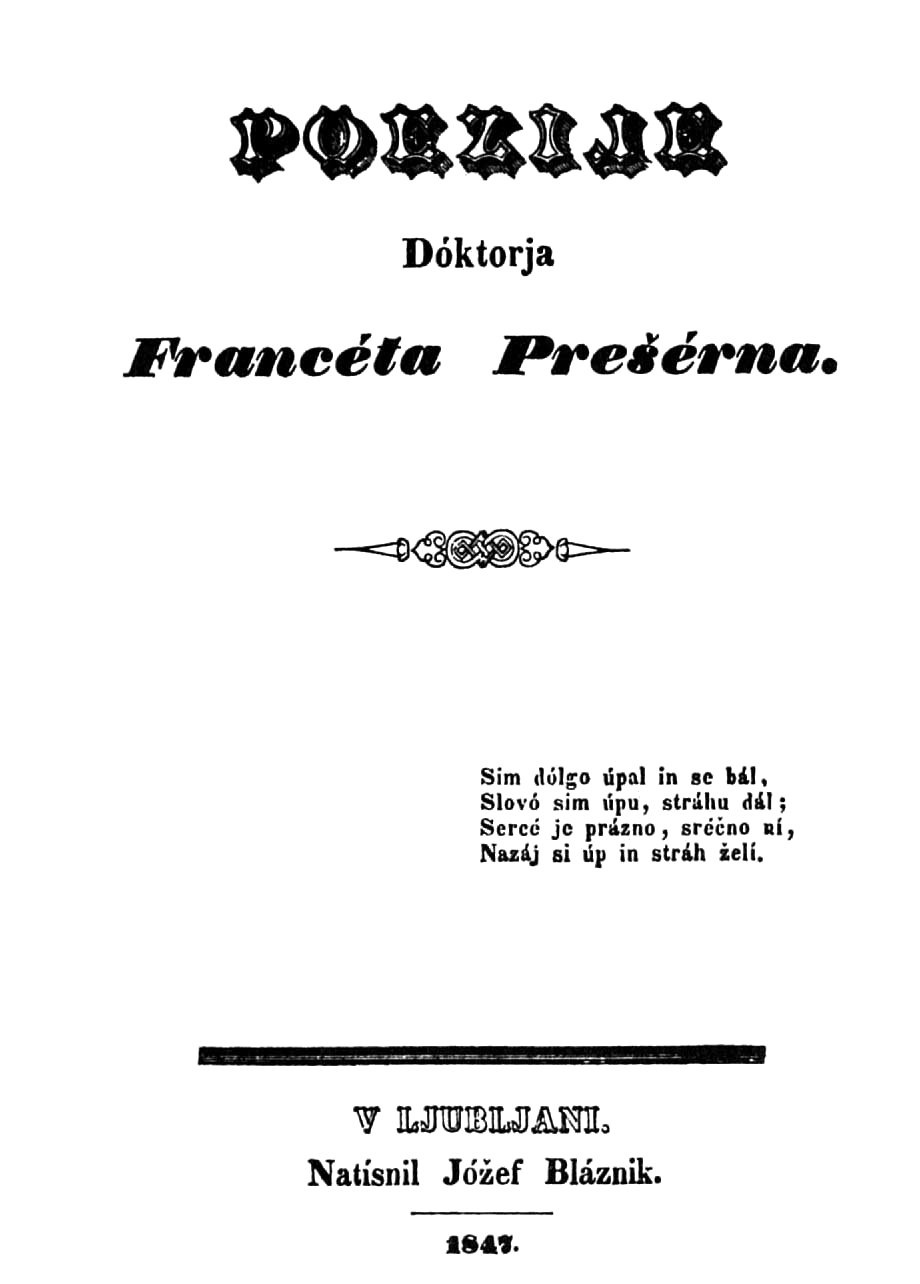
ポエジエ(Poezije)

一方、シュタイヤーマルク州では「クメティイスケ・イン・ロコデルスケ・ノヴィツェ(農民・農業新聞)」 (en) が1843年に創刊されたが、この新聞は農民、商人、職人、農村部で教育活動を行う聖職者、教育者向けの記事を掲載したが、この新聞はスロベニア全土で読まれることとなり、プレシェーレンや愛国的な主張を行ったJ・V・コセスキ(Janez Vesel Koseski)の作品も掲載された。そして1861年、オーストリア新憲法が公布されると民衆の教化に力を注ぎ、スロベニア人らの民族意識の形成の準備を行うこととなる。

### 1848年
ヨーロッパ中を席巻した「諸国民の春」はハプスブルク帝国内をも巻き込んだ。特にこの半世紀で文化面を中心に成長を遂げていたスロベニアではその影響は顕著であり、言語、文化を中心にスロベニア民族が形成されることとなった。革命の当初、スロベニアの各都市では平静を保っていたが、一部では扇動的な行動が発生しており、農村部では自警団が組織化された。しかし、徐々にスロベニア人らの要求がウィーン大学の学生らによって「統一スロベニア」の政治綱領として纏め上げられ、これは1918年まで影響力を持つ事となる。
この「統一スロベニア」政治綱領は首都をリュブリャナとして、全てのスロベニア人を単一の行政単位に統一することであったが、これまでチェコ人やクロアチア人らの自治権要求よりもさらに革命的なものであり、第一に人民の自決権、第二にスロベニア語をドイツ語と対等とすること、第三に対外政策としてスロベニア人らがハプスブルク帝国の中心を成していたドイツ人に取り込まれることにより同化することを避けるためにオーストリアがドイツから独立を保つ事を要求していた。結局、この「統一スロベニア」政治綱領はスロベニア国家のデザインを形作る事となった。

## 第一次世界大戦

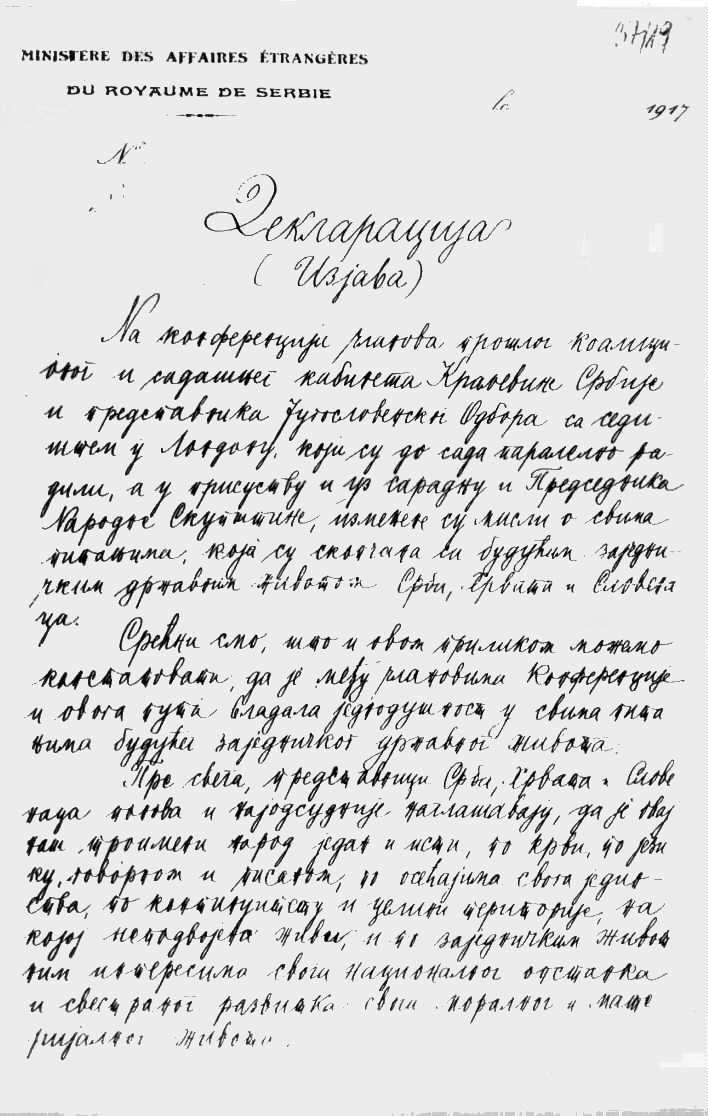
コルフ宣言

1914年の時点でスロベニアの人々はオーストリア＝ハンガリー帝国に忠誠を誓っており、徴兵も滞りなく進み、戦線でも勇敢に戦った。また、カトリック民族党 もハプスブルク家への忠誠を誓った上で支持者である農民や中産階級のための改革を唱えていた。さらに1915年4月、連合国がイタリアに参戦を促すために結ばれたロンドン協定により、イストリアとダルマチアがイタリアに譲られることになっていたが、これはその地に住むスロベニア人の脅威と化した。そこでウィーンの帝国議会はスロベニア人、クロアチア人の議員たちに帝国という枠組みは存在するものの、彼らを政治単位として認める憲法改正を行う事を決定、さらに1917年にはカトリック民族党 党首アントン・コロシェツ (en) 神父を中心として連合組織を結成、「5月13日宣言(sl)」を行った。また、セルビア亡命政府とクロアチア人のロンドン亡命組織ユーゴスラビア委員会 (en) の間でセルビアとクロアチアで統一国家の形成を目指す「コルフ宣言 (en) 」が1917年7月20日に行われたが、この中にスロベニアも含まれていた。ただし、スロベニアはこれに積極的に参加していたわけではなく、この情報を聞いたスロベニア人指導者たちは動揺を示し、コロシェツ神父も後にこのことを知らされている。

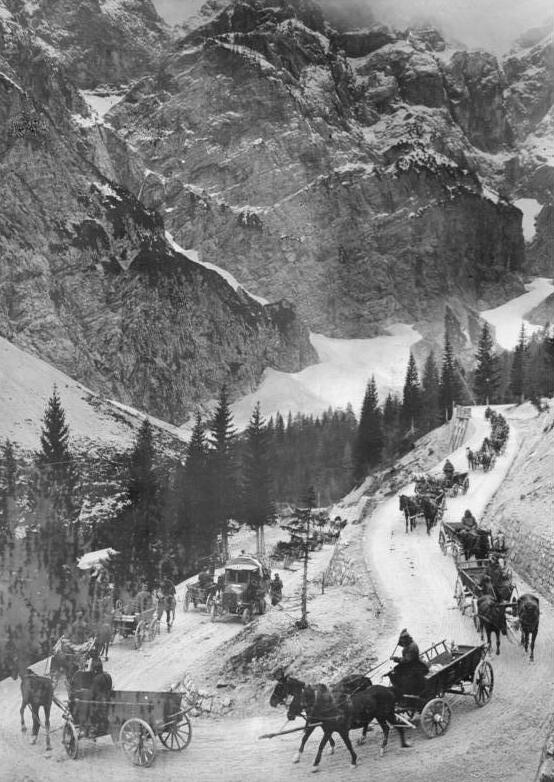
スロベニアを往くオーストリア＝ハンガリー帝国の補給部隊

1918年10月、オーストリア＝ハンガリー帝国皇帝カール1世は連邦国家宣言を行ったが、これによりスロベニア人、クロアチア人、セルビア人らは南スラヴ人らの統一国家樹立を要求、1918年10月29日、スロベニア人・クロアチア人・セルビア人国が成立した上で民族評議会(Narodni svet Slovencev, Hrvatov in Srbov)がザグレブで結成され、コロシェツ神父がこの議長に就任したが、この評議会は11月3日、オーストリアと連合国は休戦協定を結ばれた際、イタリア、セルビア間の地域の唯一の政治的代表であった。
戦後、民族評議会の内部でも意見の対立が生じ、さらにユーゴスラビア委員会とセルビア政府との間でも激しい交渉が行われたが、セルビア王国摂政アレクサンダル・カラジョルジェヴィッチがこの機会を捉え、セルビア国王ペータル1世を国王として「セルビア王国、スロベニア、クロアチア、セルビアの地域を統合した上でセルビア人・クロアチア人・スロベニア人王国」の樹立を1918年12月1日に宣言した。
しかしスロベニアは積極的にこれに参加したわけではなく、スロベニアの地域をイタリアに脅かされるのを避ける唯一の方法がこれしかなかったためであった。

## ユーゴスラビア王国
ユーゴスラビア王国が成立した時、スロベニア人100万人が国民となったが、王国はすぐさまイタリアの圧力に悩まされる事となった。イタリアは先のロンドン協定で約束された領土を諦めておらず、ヴェルサイユでの議論の最中、リュブリャナへ向けて侵攻を行ったが、これはスロベニア人将校の部隊によって阻止された。さらに1919年1月27日にはマリボルにおいてドイツ系住民が自決権を求めてデモを行うとスロベニア軍がこれに発砲する事態に至った「マリボルの流血の日」事件が発生するにまで至っていた。
さらにオーストリア南部のケルンテン州国境地帯はユーゴスラビア軍が占領していたが、オーストリアのケルンテン州政府はオーストリア政府の忠告を聞かずに郷土防衛隊を組織、1918年12月5日よりユーゴスラビア軍の攻撃を行った。この諍いの休戦交渉が1919年1月以降行われたがこの調査を担当したアメリカ調査委員会はオーストリアよりの状況報告を行ったため、オーストリア側に有利に進んでいたが、これに苛立ったユーゴスラビア側は4月29日に攻撃を開始した。初期においては劣勢であったユーゴスラビア側も正規軍を投入したことによりクラーゲンフルトを占領するにまで至ったが、協商国が介入、ユーゴスラビア軍は排除され、講和条約が結ばれた。
結局、連合国はクラーゲンフルトに設置された委員会に裁定を委ね、住民投票が1920年10月10日に行われたが、クラーゲンフルトを含むAゾーンではオーストリアへの帰属を求めるものが多かったため、オーストリアへの帰属が決定、Aゾーン北方のBゾーンではこの結果を受けた上で投票が行われなかった。しかし、この一連の出来事により民族的に傷つけられたスロベニア人らによるオーストリア人襲撃などを含む抵抗活動が発生した。このため、カラベンケ山地がオーストリアとセルビア人・クロアチア人・スロベニア人王国の国境と化した。一方でイタリア側国境では緊張が続いており、1920年11月12日にラパロ条約が結ばれるまで落ち着く事はなかった。しかし、イタリアのガブリエーレ・ダンヌンツィオが武力行使を行った事により、クロアチア人の抗議があったにもかかわらずフィウメはイタリアに属する事となった。
1921年6月28日、ヴィドダン憲法が制定されることにより、セルビア人・クロアチア人・スロベニア人王国の基礎が形成された。しかし、スロベニア人議員26名が憲法制定議会で棄権したように、スロベニア人が主張していた連邦主義は採用されることなくセルビア人の主張した中央集権主義が採用された。スロベニア議員らは主にコロシェツ神父が率いるスロベニア人民党員であったが、コロシェツは中央政府との協力を行う事により、内務大臣を何度か務める事となる。そしてユーゴスラビアで経済危機が1931年に発生すると翌年にはさらに状況が悪化、クロアチア農民らの暴動が発生する事態に至り、スロベニアでも兵士による反乱が発生した。さらに、クロアチア人指導者であるスチェパン・ラディチが議会内で銃撃され後に死亡したことにより、国王アレクサンダル1世が王国内の危機収拾のために首相に就任、事態収拾に奔走するが、それも実を結ばずに辞任、その3日後にアレクサンダル1世は独裁制への移行を表明することとなる。
コロシェツはこの新たな局面において「1932年宣言」を行う事により、スロベニアへの自治権の委譲、イタリア、オーストリア、ハンガリーにおいて少数民族と化しているスロベニア人居住地域を王国領とするために国境線修正を要求したが、イタリアがこれを挑発行為として非難、国王アレクサンダル1世はコロシェツを逮捕、ツレス島へ幽閉した。その後、アレクサンダル1世が暗殺された後、国政を担うこととなったパブレ公の指示のもと、ミラン・ストヤディノヴィッチ (en) が首相に就任した際には、ストヤノディノヴィッチはスロベニア人民党からの協力を得るためにコロシェツを政界に復帰させ、内務大臣に就任させた。しかし、ストヤディノヴィッチがローマ教皇との「コンコルダート（宗教協約）」締結を行おうとしたが、セルビア正教会による大規模な反対キャンペーンが行われ、コロシェツがスロベニア人とクロアチア人の弾圧を行ったとして非難された。
しかし、これらの諸問題を解決するため1939年8月、ストヤディノヴィッチの後任首相ドラギシャ・ツヴェトコヴィッチ (en) とクロアチア農民党 (en) 指導者ヴラドコ・マチェク (en) との間で「スポラズム(協定) (en) 」が結ばれ、ザグレブを州都とするクロアチア自治州 (en) が形成された。このため、クロアチアにおける問題については一定の成果が見られたが、スロベニアでは「スポラズム」が結ばれなかったため、スロベニアでも自治を求める声が高まっていた。

### スロベニア地域の発展

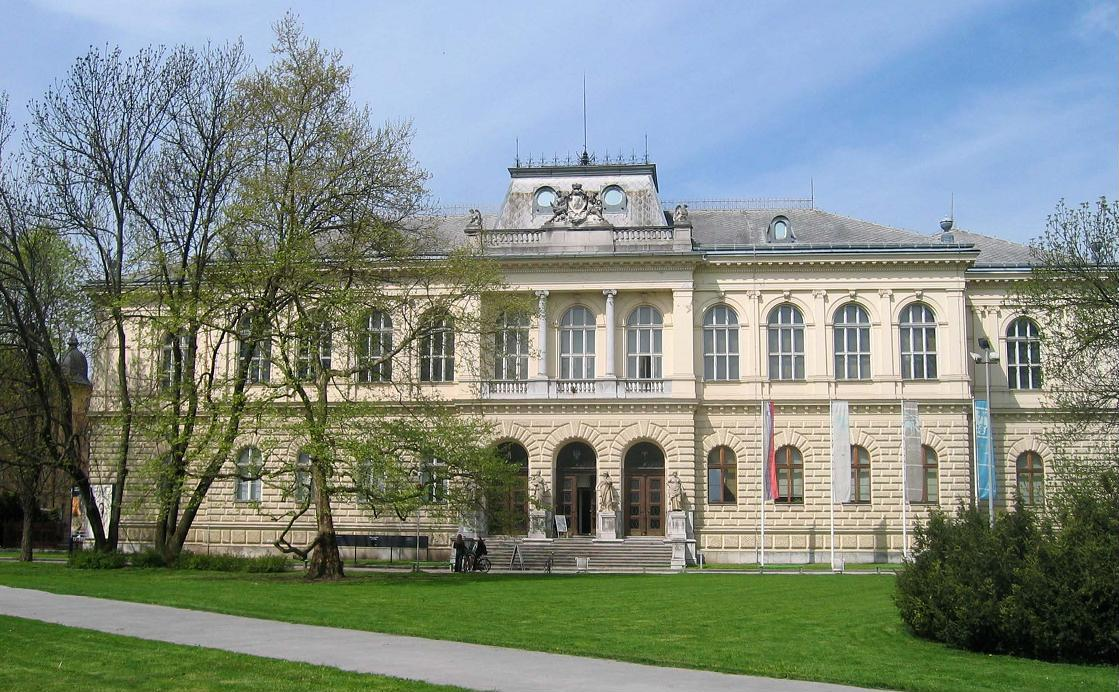
スロベニア国立博物館

1919年、リュブリャナで大学が開設されたスロベニアにおいては国立博物館 (en) 、国立美術館 (en) 、国立劇場 (en) がそれぞれ設立された。さらに1928年にはラジオ・リュブリャナ (en) が開設され、1938年には芸術科学アカデミーが設立、ハプスブルク時代から続いた文化面での発展が続いていた。さらに小学校、中学校ではセルビア・クロアチア語で教育が行われ、1939年の時点でユーゴスラビア全体の識字率が60%と推測されるのに対してスロベニアでは92%にまで及んでいた。
経済面でもスロベニアは発展を遂げていた。1919年より始められ土地改革によりドイツ人やハンガリー人の地主が追放、それらの土地が元兵士らに与えられるなどして小規模地主らが生まれた。この小規模地主らは強力な協同組合を組織化した。さらにスロベニア人民党が中央政府と協力したことにより、スロベニア農民らは他の地域と比べるとかなり有利な農業借入金制度が適用された。このため、スロベニアにおける商品として牛乳や砂糖、ジャガイモ、木材がユーゴスラビア全土で販売される事となった。1930年代の世界恐慌時にはスロベニア人の一部がアメリカに移民するなどしたが、第一次世界大戦直前でユーゴスラビア全体の農業人口75%に対してスロベニアは55%であった。
さらにスロベニアでは工業化がハプスブルク時代より進んでいたが、セルビア人・クロアチア人・スロベニア人王国成立以降、急速に発展することとなり、中心地リュブリャナは重要拠点と化した。スロベニアでは元々、農産食品関係、繊維関係での工業化が進んでいたが、さらに鉄、非鉄金属分野、科学製品分野、そしてスロベニア全土で生産されていたホップを利用したビール工場も発達することとなった。トルボヴリェでは石炭採掘、ツェリェでは化学製品、マリボルはスロベニア第二の工業地帯として発展、繊維、金属、化学製品、紙がユーゴスラビア全体に行き渡ることとなる。

### スロベニア人問題
1921年の時点でスロベニア人は105万4千人がユーゴスラビア王国に所属していたが、他にもイタリア、オーストリア、ハンガリーにも約35万人が所属しており、少数民族と化していた。

#### イタリアにおける問題
1920年、イタリアのベニート・ムッソリーニが「外国人排斥キャンペーン」を実行したことにより、トリエステのスロベニア民族会館が焼き討ちに遭うなど事態は悪化していた。また、1923年にはスロベニアに隣接するヴェネツィア・ジュリアの学校ではスロベニア語教育が禁止され、スロベニア語の抹殺が図られたため、多くのスロベニア人が他のヨーロッパ地域やラテンアメリカへ移住する事態も発生していた。さらにムッソリーニはスラヴ語起源の名称を持つ町や村の名称を変更、スラヴ系の姓を持つ家族にも改名をするよう圧力をかけ始めたが、それだけではなくスロベニア人の組織「エディノスト(統一)」も解散させ、スロベニア語の新聞も弾圧させた。このため、イタリアのスロベニア系住民とイタリア政府の関係は悪化、イタリアのファシストたちはスロベニア系文化、経済組織へ襲撃を行ったが、これに対してスロベニア人らは「ボルバ(闘争)」を組織して反対にファシストの建物、人物を襲撃した。
これらの状況の中、イタリアのスロベニア系民族主義者らはユーゴスラビアへの併合を要求したが、イタリア政府はこれを反逆行為として弾圧、1927年から1943年の間に544人のスロベニア人らが131回の裁判にかけられることとなり、10人が死刑を宣告され処刑された。

#### オーストリアにおける問題
オーストリアのスロベニア人らはイタリアよりも穏健であった。しかし、ウィーン政府はスロベニア人のドイツ同化政策を推進、ここに至ってスロベニア人らは脱スロベニア民族政策としてこれを非難した。さらに1920年10月、スロベニア人居住区において住民投票が行われたが、このとき、セルビア人・クロアチア人・スロベニア人王国への帰属を希望した人々は要注意人物として監視され、1920年の国勢調査で8万2000人居たスロベニア人らは1923年には3万7000人にまで落ち込んでいた。1934年、オーストリア首相エンゲルベルト・ドルフースがスロベニア人の経済的、政治的組織の解散を命じたが、ナチス・ドイツが進出するにつれてそれは過激化、迫害行為となりスロベニア人らの強制移送も検討される事態にまで至る。

## 第二次世界大戦
ユーゴスラビア王国は周辺の国々が枢軸側に参加したことから枢軸側への参加を余儀なくされていた。しかしそれに反対するドゥシャン・シモヴィッチ (en) 将軍は1941年3月25日から26日にかけて、クーデターを決行した。このクーデターの結果、それまでユーゴスラビアの政治を担ってきたパヴレ公は失脚、若き国王ペータル2世の親政を中心にスロベニア人閣僚も3人入閣することとなった。しかし、このクーデターによりユーゴスラビアが枢軸側からの脱退をしようとしていると判断したドイツ総統アドルフ・ヒトラーはこれに激怒、ユーゴスラビアの占領を命じた。
1941年4月6日、ドイツ軍はブルガリア国境よりセルビアへ侵攻、8日にはオーストリア国境よりスロベニアへ侵攻した。ドイツ軍は素早くマリボル、プトゥイ、ツェリェを占領、さらに11日にはイタリア軍が侵攻を開始、リュブリャナが占領された。ユーゴスラビア王国政府は亡命を余儀なくされ、カイロ経由でロンドンへ亡命することとなったが、これにはスロベニア人閣僚も従った。
一方、現地に残されたスロベニア地域総督（バン）マルコ・ナトラチェン（sl）は「民族会議」を結成して枢軸国と交渉を行おうとしたが、これはイタリア軍と数日協力をした後に解散させられた。この時、スロベニアにおいて民族闘争を続けていたリュブリャナ市長イヴァン・フリーバル (en) は自殺している。結局、スロベニアはイタリア、ドイツ、ハンガリーによって分割されることとなり、ドイツはアルプス地域を、イタリアはリュブリャナを含むザヴァ川以南を、ハンガリーはムルスカ・ソボタ周囲のプレクムリェ地方をそれぞれ占領した。
ドイツ占領地域ではヒトラーのドイツ化命令の元、2つの地域へ分割、カルニオラ (en) 北部は「オーバークライン」(州都クラーゲンフルト)、スティリアの一部は「ウンターシュタイヤーマルク」(州都グラーツ)が設定されたが、学校は閉鎖された上で公共の場でのスロベニア語の使用が禁止、16000人がドイツ、もしくはクロアチアへ強制移住された。ただし、この政策に関してイギリス外務省はポーランドとは状況が違うと声明を発表している。一方でイタリア占領地域ではヴェネツィア・ジュリアに関連する地域をドイツが占領地域を含めた上でイタリア王国領リュブリャナ州として全てのスロベニア人を統合、制限つきの自治を与えるという政策の元、行動していた。その一方でユーゴスラビア王国において少数民族と化していたドイツ系、イタリア系、ハンガリー系の人々はこの占領を熱狂的歓迎ムードで受け入れ、母国の一部になったことを祝福した。
スロベニアは分割占領されることとなったがリュブリャナのロジュマン司教はイタリアとの協調路線を取るべく努力を払っていた。しかし、イタリア軍がリュブリャナを占領した1週間後の1941年4月27日、イタリアの占領に反対するキリスト教社会党左派、愛国的自由主義者が集まった青年体育文化組織「ソコル(鷹) (en) 」、共産主義者らが結集、「反帝国主義戦線(Protiimperialistična fronta)」が発足した。特に共産党は1941年6月22日にドイツがソ連に宣戦布告するとソビエト連邦共産党書記長ヨシフ・スターリンの呼びかけに応じてパルチザン活動を開始、スロベニアにおける抵抗活動が本格化することとなった。
「反帝国主義戦線」は「解放戦線(OF)(sl)」に名称変更された後、活動綱領を発表したが、パルチザンはスロベニア・ナショナリズムを基本として様々な主義主張を持つ勢力らが連合していくものとされ、教会の自由を保障するなど穏健的な綱領であったが、1941年9月16日に「スロベニア民族解放委員会 (en) 」が設立されるに至り、スロベニア人が居住する全ての地域へ影響を持つこととなった。この中で共産党員たちは革命を起こす事を考えており、解放戦線の中で枢軸国と戦うだけでなく、スロベニアにおける対敵協力者の根絶を主張したが、ロジュマン司教を含む聖職者らを含む人々はこれがスロベニア人同士で内戦に至ることを恐れていたが、これはイタリア軍の指導の下、「白衛団」と「ドモブランツィ(祖国防衛者) (en) 」と呼ばれる武装集団が結成されパルチザンとの戦闘に加わっていたためであった(後に白衛団はドモブランツィに吸収される)。さらにリュブリャナはイタリア軍によって何重もの軍事警戒線が設定されており、これに攻撃を仕掛ける事は危険な行為であった上にアルベ島を始めとして各地に強制収容所を設置していた。
解放戦線は枢軸軍が占領するスロベニア人居住地全体で抵抗活動を開始した。しかし、北アフリカでドイツ軍が敗北したことにより、バルカン半島へ連合軍が上陸を行うという雰囲気が形成されるとユーゴスラビア共産党指導部及び指導者ヨシップ・ブロズ・チトーは反共主義者が強化される可能性が発生したことにより懸念し始めた。特にスロベニアでは共産党スロベニア支部長エドヴァルト・カルデリ (en) らはキリスト教社会党の態度に不安を抱いており、枢軸国への戦いが弱まる恐れを抱いていた。そのため、1943年3月1日、解放戦線は「ドロミテ宣言」を発表して共産主義者が解放戦線における主導権を握った上でキリスト教社会党や自由党に独自の政治活動を認めることを宣言した。
1943年9月、イタリアが連合国に休戦を申し入れる事となるが、10月4日、解放戦線はコチェーヴィエで「人民議会(sl)」を開催、クロアチア独立国と化していた沿岸地方をスロベニアへ併合すること、スロベニアは他の諸民族とともに国家連合を形成することを宣言した。その後、チトーが11月23日に開催した「ユーゴスラビア民族解放反ファシスト会議(AVNOJ)」で報告された。「ユーゴスラビア民族解放反ファシスト会議」は臨時政府としての機能を果たす事となったが、これは事実上、チトーらが実権を握っており、会議では国王の帰国の禁止、ユーゴスラビアを連邦国家に編成すること、チトーにユーゴスラビア軍元帥の称号が与えられる事などが決定された。スロベニア代表にはヨシプ・ヴィドマール (en) が就任していたが、共産主義者に主導権を握られている上にヴィドマールは新たに生まれるユーゴスラビア政府がスロベニア人に行政などの分野で自治を認められることを確信していると発言したに過ぎなかった。
イタリアが降伏したことにより、イタリア軍の武器や装備が放棄されることとなったが、これはパルチザン側が得ただけではなく、枢軸軍への協力を行った反共民兵組織にも獲ることとなった。このため、ドイツ軍はイタリア軍が占領していた地域を占領するために「ドモブランツィ」を利用したがこれはパルチザンとの内戦を生む事となった。チトーはロンドンに亡命していたユーゴスラビア王国政府と交渉を行い、1944年9月、「チトー＝ジュバシッチ協定 (en) 」に同意、連合国からの援助を得る事となった。このため、スロベニア・パルチザンらはチトー率いるユーゴスラビア軍と連合軍と協力した上でスロベニアを解放、リュブリャナは解放戦線が占領した。
ドモブランツィはドイツ軍が撤退したことにより、カリンティアに逃亡したが、その中の女性や子供らを含む数千人はユーゴスラビアへ戻ったところをチトー・パルチザンらによって拘束され、ツェリェ近郊のテハリエ (en) 、コチェーヴィエ近郊のコチェウスカ・レカ(sl)などで処刑されたが、2年たった1945年の時点でもその地域の農民らが「大地が、ため息をついている」と死臭が漂う事を苦情として申し立てるほどのものであった。
一方、ドイツ敗戦により再び少数民族となったドイツ系とイタリア系の住民は住んでいた土地を追放され、それぞれオーストリアやイタリア本国へと避難していった。イストリア半島ではイタリア系の住民がパルチザンによって虐殺され、「フォイベ」と呼ばれる洞穴に殺害された住民の遺体が遺棄された。
1945年5月時点でスロベニア人150万人のうち、5万1000人が死亡、そのうち戦死が41%の2万1000人、占領者に殺害されたのが3万人と推測されている。

## ユーゴスラビア社会主義連邦共和国へ
1945年5月5日、イタリア領ヴェネツィア・ジュリア州の共産党指導者で解放戦線の書記長であるボリス・キドリッチ (en) を中心とするスロベニア政府がリュブリャナで樹立された。一方でチトーを首班とする第二次チトー政権がベオグラードで3月7日に樹立されていたが、リュブリャナでは「合法性をあまり気にしない」をモットーとする政治警察「人民保安部(OZNA) (en) 」による粛清が行われていた。そのため、ドイツ系の人々が財産を没収された上で追放を受け、聖職者らを中心とする人々は敵に対して協力を行った事実の有無に関わらず、裁判にかけられ多くの人々が有罪とされたが、その数は不明である。
解放戦線は大戦中に財を成した農民や対敵協力者などから没収した資産を元に復興措置を追ったが、銀行にまでその手は及び、さらに8月25日には全ての報道機関の資産が解放戦線に管理下におかれる「報道法」が制定、野党らは自らの主張を述べる機会を奪われていた。さらに中央政府に参加していた国王側の閣僚が夏に辞任すると11月に総選挙が実施されたが、これは西側連合国が異議を申し立てない程度に好ましくない人物の選挙からの排除を行った。そのため、共産党は90%の支持を得る事となり、憲法制定議会が召集されると王政の廃止と連邦制に基礎を置いたユーゴスラビア連邦人民共和国の樹立が宣言され、スロベニアもその内の一国となった。
しかし1918年、ユーゴスラビア王国が成立した際に問題となった国境線が今回も問題を生じる事となった。1945年5月1日、チトー・パルチザンはイギリス軍よりも先にトリエステに侵攻しており、イタリア領ヴェネツィア・ジュリア州全てと南カリンティア州の北部地域の割譲を要求したが、イギリス首相ウィンストン・チャーチルとアメリカ大統領ハリー・S・トルーマンらは地中海に共産主義者が拠点を得る事を望んでおらず、イギリス軍とユーゴスラビア軍の間に緊張が走る事となった。しかし、ソ連共産党は西側連合国やイタリア共産党との衝突を望まなかったため、ユーゴスラビア軍へトリエストからの撤退するよう命令、1945年6月12日、ユーゴスラビア軍は撤退した。そのため、イギリス軍がトリエステを占領したため、ヴェネツィア・ジュリア州の一部だけがユーゴスラビア領となることとなった。一方でスロベニア人で構成された部隊はコペル(イタリア名カポディストリア)とその周辺プリモーリェ(プリモールスカ)の占領を行っていた。この結果、1946年10月に結ばれたパリ協定によりトリエステを中心とした地域はイギリス軍、アメリカ軍が統治することとなり、コペル、ブーイェを含む地域はユーゴスラビアが統治することとなり、この境界線では厳戒態勢が敷かれる事となった。
一方、カリンティアでは5月19日、英米軍合同司令部がユーゴスラビア軍及びパルチザン部隊に対して撤退を行うよう最終通告を突きつけたため、速やかにユーゴスラビア側はこれに応じた。結局、カリンティアの行政権はイギリス軍が握る事となり、国境線は1919年当時と同一とされたが、スロベニア人らはこれを受け入れる他なかった。
スロベニアにおいてはエドワルド・カルデリやボリス・キドリッチらが重要な役割を果たしたが、「内部への敵」に対する闘争がユーゴスラビア内で実行された。しかし、そこにはレジスタンス活動に加わりダッハウ強制収容所へ送られたスロベニア共産党員も含まれ、1948年3月、裁判にかけられて反共産主義者として死刑などの重罪に処されたが、これはオスマン帝国の圧制やロシア的慣習よりもユーゴスラビアが西側に近いと考えていたスロベニア知識人らを失望させることとなった。
ユーゴスラビア民族解放反ファシスト会議の綱領を元に、ユーゴスラビアでは農業改革が進められ、農地所有の上限が個人は35ヘクタール、団体が10ヘクタールに定められ多くの大土地所有者が追放された。スロベニアでは大規模に土地を所有していたドイツ人、リュブリャナ司教座、カトリック教会がその対象となったが、これはユーゴスラビア人口の半分を占める農民たちの関心を引き寄せることと、貧しい農民と豊かな農民を対立させることに主眼が置かれており、結局、スロベニアにおける平均土地所有面積の増加は妨げられることとなった。
1946年以降、五カ年計画が実施されることとなり、スロベニアでは重工業への転換を行いながら生産数を三倍にすることが期待されたため、全ての主な銀行、工場、運輸、流通、商業、貿易が国有化、地方の小規模商店は協同組合の一部として組み込まれるなど全ての面での国有化が進んだ。さらに教育方面でも改革が進み、マルクス主義教育や文化活動が導入化されることとなった。
ところが1948年6月28日、コミンフォルムがチトーとユーゴスラビアを非難し、ユーゴスラビアはソ連との関係を断絶することになるが、ユーゴスラビアでは「スターリン的要素」やその支持者などは粛清されアドリア海のゴリ・オトク島の強制収容所に送られた。そしてソ連よりも「マルクス主義的」である新制度が導入されたが、その理論家はスロベニア人のE・カルデリが存在しており、彼は生産手段は労働者に優先権が存在しており、労働者は「労働者評議会」を組織するものとしていた。このコミンフォルム決議の際、スロベニア人は強力にチトーを支持したが、これは西側への接近を視野に入れたものであった。
だが、コミンフォルムからの除名によりユーゴスラビアの五カ年計画は深刻な影響を受ける事となり、中央政府は地方分権化を行ったが、これによりスロベニアもその恩恵を受ける事となり、5ヵ年計画に沿った政策を実行、これはスロベニアの工業発展の端緒となり、ユーゴスラビアでも重要な地位を占めることになった。
この雰囲気の中、1960年代のユーゴスラビアは相対的に自由な国となり、制限はあるものの政治的議論が可能となっていた。しかし、1959年、シュタイエルスカ地方のトルボヴリェ鉱山で発生した労働争議の収拾策を巡り、実力行使で鎮圧を主張する中央政府と対話を重視するスロベニア政府の間で深刻な対立が生じていた。さらにユーゴスラビアを経済危機が襲うとその対処方法でも両者は対立することとなった。これは資本蓄積が貧弱なまま工業生産が急激に伸びたため、生産のバランスが崩壊したことによるが中央政府は「ザドルガ」を解散、個人農家を創設するための資金融資を行わざるを得なくなっており、協同組合への加入も廃止された。結局、1966年7月、アレクサンダル・ランコヴィッチ (en) 内相が失脚したことにより、トルボヴリェ鉱山のストライキ以降、中央政府と対立していたスロベニア政府における勝利とみなされた。

1954年10月、イタリアとユーゴスラビアの間でロンドン議定書に合意、それまでユーゴスラビア軍が占領していたコペル、ブーイェを含む地域はユーゴスラビアへ併合、イギリス軍、アメリカ軍が占領していたトリエステを中心とした地域はイタリアへの併合が決定された。このため、コペル港はスロベニアの主権が及ぶこととなり、ブーイェからミルナ川 (en) までの地域はクロアチアへ併合された。この国境線は1975年、イタリアとユーゴスラビアで結ばれたオージモ条約により最終的に決定する。一方、カリンティア地方はオーストリア国家条約 (en) により、1938年当時の国境線が保証されることとなったため、オーストリアのスロベニア系少数民族の権利が名目上は認められたが、スロベニアの愛国者たちには失望が走ることとなった。
1963年、新憲法が制定されることにより自主管理行政組織が制度化、これにより各共和国に自由裁量が認められたため、スロベニア政府は中央政府が南部の共和国へ分配する補助金制度を批判した。他にも地方行政面でも自主管理制度を元とした改革が行われ、さらには経済改革の中で西側諸国への出稼ぎが容認された。このため、人口増加により失業が増加していたスロベニアにおいて多くの人々がドイツ各地へ出国、さらに出稼ぎにでた人々が送金することにより、スロベニアの経済を好転させることとなり、生活水準も向上することとなった。しかし、各共和国で経済改革が推し進められたことにより、共和国同士の競争が生じることとなったが、それに伴いスロベニアのエリート層も出現、スロベニア政府首相スタネ・カウチッチ(Stane Kavčič)はエレクトロニクスやサービス業を中心とした近代産業構造へ変化させることにより西側との関係を深めることを構想したが、これは地中央政府によって妨害され、カウチッチは労働者階級に敵対する人物でスロベニアの分離独立を行おうとしているとして失脚した。
こうした共産主義者同盟(ユーゴスラビア共産党)内での対立によりチトーは各共和国への大幅な権限委譲を決断、1974年憲法 (en) により「自由に連合した生産者による直接民主主義」と各共和国の自治が大きな柱とされた。しかし、オイルショックが生じた事により、経済危機がユーゴスラビアを襲うと北部のスロベニア、クロアチアと南部のマケドニア、モンテネグロ及びコソボ自治州の間の格差はさらに拡大、インフレがユーゴスラビアを襲う事になり貿易赤字が15億ドルにまで到達、対外債務の返済の繰り伸ばし、失業の増加が見られるようになった。
1972年、スロベニアではリベラル派が敗北したことにより保守体制が続いていたが、経済面での近代化は進んでおり、スロベニアの国民総生産はユーゴスラビア平均の2倍に達していた。しかし、スロベニアの製品もユーゴスラビア内を席巻してはいたが国際市場に進出するには困難が生じており、農業面においても古典的な自給自足を中心としていたため、農産物の価格が高騰するという問題を抱えていた。また、このことから1965年に創設され、南部の共和国が安い利子で借り入れができる「発展のための連邦基金」はスロベニア、クロアチアが南部の共和国を養っている状態であるとしていた。
1980年5月4日、チトーがリュブリャナの病院で死去しチトーの遺体はベオグラードへ移送されることとなるが、ユーゴスラビアという枠内でのスロベニア共和国の活動が終わりを告げようとしていた。

## 独立への道
1969年、西側諸国からダルマチア海岸を観光に訪れる人々が多数に上り、その94%がスロベニア経由で訪れていた事からスロベニア首都リュブリャナからイタリア、オーストリア国境とを結ぶ高速道路が建設されることが決定、世界銀行から総額3400万ドルに及ぶ融資を受ける事となった。しかし、中央政府はこれをマケドニア、コソボ、モンテネグロなど南部地域への使用する事を決定した。このため、スロベニア政府はこれに大規模な集会を開いて抗議したが、チトー及びカルデリはスロベニアが中央政府へ圧力をかけているとして批判した。しかし、スロベニア政府代表はこれに対して共産主義者同盟内の古参幹部らが実務的官僚主義勢力を形成したことにより、中央集権化を行おうとしていると反論した。この「自動車道事件(ハイウェイ事件とも)」によりスロベニア人がユーゴスラビアの現状に満足していないことが現れていた。
1979年カルデリが死去した事によりスロベニアでは権力闘争が生じていたが、1982年、ユーゴスラビアでの教育プログラムを共通化させることをセルビアが提案したことによりユーゴスラビア内に緊張が走った。スロベニアはこの共通化が民族的アイデンティティを侵害するものとして、1971年に「クロアチアの春 (en) 」と呼ばれる民族運動を経験していたクロアチアと共にセルビアへ抗議を行った。
チトー死後、ユーゴスラビアの国家元首は連邦幹部会議長が輪番で勤めることになったが、これにより中央集権主義者と反中央集権主義者との間での抗争が勃発、民族主義者と見做された人々は裁判にかけられた。さらに1981年、コソボ自治州のプリシュティナ大学 (en) でアルバニア系学生が蜂起、これは鉱山労働者などにまで波及、深刻な問題と化した。このためユーゴスラビア連邦軍が投入されたが、この騒ぎで1,000人以上が死亡したとされている。スロベニアではこのアルバニア人らを受け入れ、リュブリャナなどではコソボからの難民が商店やカフェなどを開店するなどして生活することとなった。
1986年、セルビア社会主義共和国をスロボダン・ミロシェヴィッチが掌握、「全てのセルビア人が同一の国に住むこと」を主張してクロアチア、ボスニア・ヘルツェゴビナのセルビア人らをセルビアへ統合する「大セルビア」の構想を練りだすとさらに問題が深刻化することとなった。このため、スロベニアでは作家や学生たちが立ち上がり、第12回社会主義青年同盟大会ではチトーへの個人崇拝ではなく、市民社会の実現を目標にすることをイデオロギーとして採用することを主張した。これには軍や党が警告したにもかかわらず世論の支持を得たがこれよりもユーゴスラビア南部の共和国へ対する不満の方がさらに高まっていた。さらにユーゴスラビア内では1979年に始まった第二次オイル・ショックの影響が忍びよっており、1982年以降、消費者物価が年率9%で上昇、物価水準は1989年の時点で1954年の13,85倍にまで達していた。この不満はスロベニア全体に広がりを見せ、中央集権経済への失望が高まっていた。

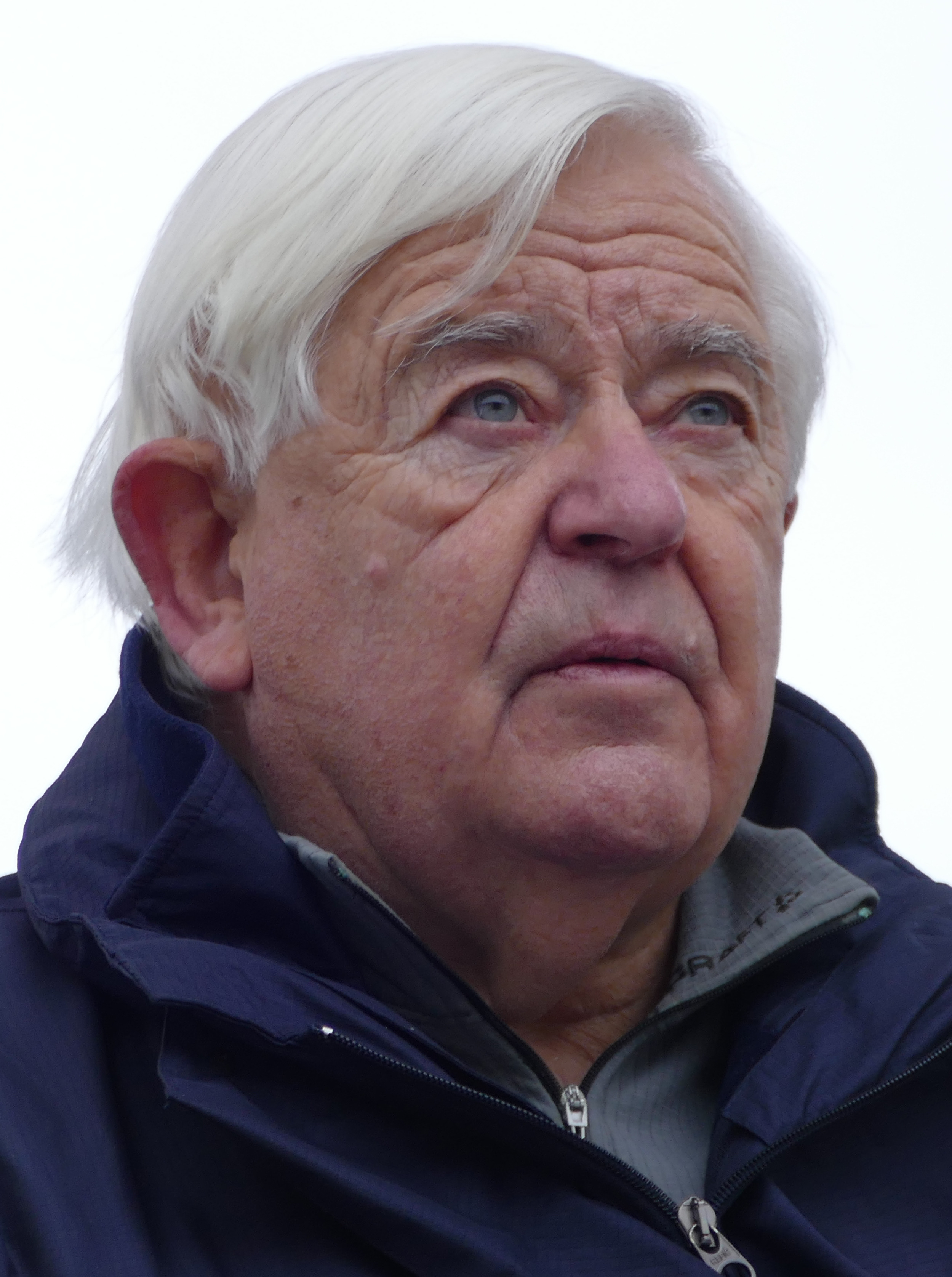
ミラン・クーチャン

1987年、スロベニアのリベラル派知識人とカトリック系知識人らが共同して「ノヴァ・レヴィヤ(新評論) (en) 」が創刊され、一党独裁の廃止、民主主義や市場経済の導入、ユーゴスラビアを国家連合へ改変した上でその枠内でのスロベニアの独立などを軸とするスロベニア民族綱領を発表した。これに対してスロベニア共産主義者同盟議長ミラン・クーチャン (en) は反対しないことを表明したため、スロベニアと中央政府の間で対立が生じ、輪番制の国家元首にスロベニア議長が就任することを拒否したが、これはさらにスロベニアと中央政府との対立を激化させただけにすぎなかった。
そのためユーゴスラビア連邦軍はスロベニアの雑誌「ムラディーナ（青春） (en) 」の編集者らが雑誌内で連邦軍の批判を行った際に機密文書を使用していたと主張、1988年に彼らを裁判にかけた。この裁判はリュブリャナで開かれたにもかかわらず、スロベニア語ではなくセルビア・クロアチア語が使用されたため、スロベニアの人々は「ノヴァ・レヴィヤ」で発表された綱領への支持を行うようになった。そのため中央政府は1988年8月、連邦憲法の一部を改正、各共和国への制限を強める事となった。
しかしスロベニアの世論の高まりによりスロベニア共産主義者同盟、スロベニア社会青年同盟らはその影響を受け、スロベニア共産主義者同盟議長、ミラン・クーチャンは尽力を見せた。ユーゴスラビア共産主義者同盟の指導者は中央集権を強めるためにスロベニア世論の操作を試みたが、スロベニアで進む自由化を止める事はできなかった。1989年1月、「スロベニア民主同盟」 (en) が成立した上で7月にスロベニア共産主義者同盟 (en) が指導勢力しての役割を放棄したことにより「民主同盟」は正式に存在が認められることとなった。それに付随してリュブリャナではセルビア指導者ミロシェヴィッチがコソボ自治州に三度、連邦軍を投入した上で自治州の自治権を剥奪してセルビア共和国への統合を行うなどの超民族主義的政策に反感が募っていた。1989年2月、リュブリャナでコソボのアルバニア系住民とスロベニア人らの連帯を表するための大集会が開催されたがこれをミロシェヴィッチが組織的手法で対抗、リュブリャナでセルビア人らによる大集会を開催しようとした。しかし、これはスロベニア政府によって禁止されたため、セルビア共産主義者同盟 (en) はスロベニアへの経済制裁を呼びかけた。
1989年5月、スロベニアの野党勢力が南スラヴ民族と共存しながらも「スロベニア民族が主権を持つ国家」の樹立を目的として「5月宣言」を発表した。これに対して中央政府は圧力を強力にかけたが9月にスロベニア議会が共和国憲法を改正を発議、国際的主権がスロベニアに属する事を規定することが目的であったが、一党独裁制時代に選ばれた議員らは全て賛成、決議された。このため、スロベニアの独立が規定され時間と方法だけが問題となった。スロベニア政府はスロベニアが連邦内での特別な地位となることを望んでいたが、野党勢力らはユーゴスラビアを国家連合にすることを望んでいた。さらに政治的組織としてスロベニア政府は既存の組織「社会主義同盟」内で複数の派閥が活動することを望んでいたが、野党勢力は複数政党制による真の民主主義を求めた。このため、1989年11月末、スロベニア政府は世論の絶大なる支持を元に中央政府が求めていたデノミネーション(新ディナールの導入)や給与凍結を軸とする経済政策を拒否、これに対応してセルビア及びモンテネグロはスロベニアへの経済制裁を行ったが、スロベニアは同じく独立を目指すクロアチアと協力して対抗した。さらにスロベニアの野党であるスロベニア民主同盟、社会民主同盟 (en) 、スロベニア農民同盟 (en) 、キリスト教民主党 (en) 、スロベニア緑の党 (en) らが連合して野党連合「デモス(DEMOS)」 (en) を結成、共産党へ対抗した。

## そして独立へ
1991年にベオグラードで開催された第14回共産主義者同盟大会でクロアチアとスロベニアの共産主義者たちはこれまでの教条を捨て去る事を主張したが、これが受け容れられなかったため、クロアチア代表とスロベニア代表らは大会会場から退場、スロベニア代表らはユーゴスラビア共産主義者同盟とは無関係であると宣言した。ミロシェヴィッチは大会をそのまま続けようとしたが、今度はクロアチア代表団の抗議が行われ1月23日、大会は中断されたまま無期延期となった。中央政府首相アンテ・マルコヴィッチ (en) はユーゴスラビアは継続するが共産主義者同盟は政治の舞台より消え去ったと宣言したが既にセルビアを代表とする中央集権派とスロベニア、クロアチアらを代表とする独立派に分かれていた。

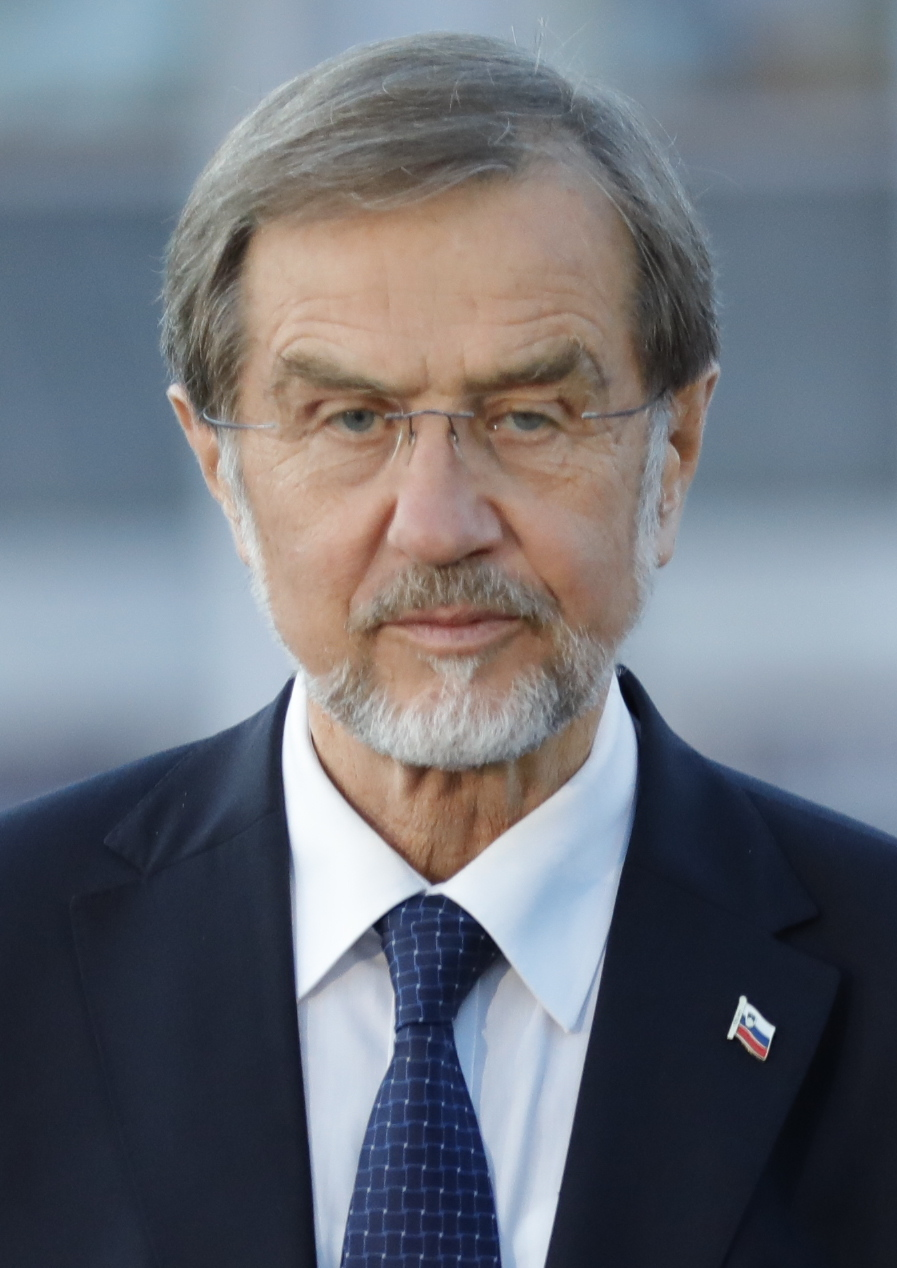
ロイゼ・ペテルレ

これが明確に現れていたのが1990年4月に行われた初の自由選挙であり、スロベニアでは野党連合「デモス」が55%の得票率を獲得、残りの得票率をそれまで存在していた共産党系である民主改革党など三政党で分け合う形となっていた。首相にはキリスト教民主党党首ロイゼ・ペテルレ (en) が選出され、同時に共和国大統領が直接選挙が行われた上でスロベニアに複数政党制を暴力行為無しに導入した改革派共産主義者ミラン・クーチャンが59%の得票率で当選していた。これら初の自由選挙ではハンガリー系やイタリア系の少数民族らにも一議席ずつ割り当てがあり、スロベニアの人々がスロベニアの独立を目指す「デモス」を支持していたことが明らかになった。これらの結果を受けて大統領クーチャンは共産主義者同盟へ辞表を提出、デモスの代表者らに組閣を要請した。
スロベニア共和国首相ペテレルはスロベニアの民主的、平和的な独立を達成するためにスロベニアの政治的、民族的政策を纏め上げユーゴスラビア連邦政府との交渉を行うことを考えており、1990年12月の議会においてスロベニアの独立とユーゴスラビアからの離脱について国民投票を行う事を決定した。一方でスロベニア国内では過去の「ドモブランツィ」と「パルチザン」らの和解が課題として残っていたがこれは盛大な記念式典が1991年6月開催されたことにより清算へ向かっていた。しかし、連邦政府はこの問題で話し合う気は全く持ち合わせておらず、既に独立への意思を明確にしていたスロベニア、クロアチアから少しでも領土を獲得するための行動を開始した。このため、クロアチアのセルビア人らはユーゴスラビア連邦軍の協力を得た上でリーカ地方から北ダルマチアにかけてクロアチア政府の政策を拒否、アドリア海へ繋がる交通路を遮断するなどを行っていた。
スロベニアでは7月2日から国会においてソ連邦のバルト三国の例にならい共和国法が連邦法に優先するなどの「主権宣言」を行い、さらに9月28日には国防に関する分野など全ての分野を共和国が掌握するとした憲法修正が採択され、領土防衛隊がスロベニア政府の指揮下となり、10月8日には新通貨トラールが導入された。これに対してユーゴスラビア連邦幹部会議長ボリサヴ・ヨーヴィッチ (en) は連邦政府の権限を侵すと激しく非難した。しかし、スロベニア大統領クーチャンと首相ペテルレはこれに対して12月23日に行う国民投票においてユーゴスラビアとスロベニアが新たな関係を確立するべきがどうかについて信を問う事を決定、リュブリャナ教区のシュシュタル大司教もこれを支持した。しかし連邦政府首相アンテ・マルコヴィッチはスロベニアが憲法違反を犯しており、必要対抗処置を取ると脅迫した。
結局、投票が行われ、有権者150万人の内、89%が参加、その内の88.5%がスロベニアが主権を持つ事、スロベニアが独立することへの支持しており、さらにはスロベニア以外に住むスロベニア人以外の人々もこれに賛成していた。これに対してスロベニアの独立をあくまでも認める気のないセルビア共和国政府は連邦政府がセルビアの影響下にあることを証明するために16億ドル相当のディナール紙幣を印刷したが、これはユーゴスラビアの経済に致命的な打撃を与えるという皮肉な結果に終わった。
スロベニアは国民投票時に発表した半年の猶予期間を過ぎた1991年6月25日、リュブリャナの議会にてスロベニア共和国の独立を宣言した。しかし、連邦政府はこれを認めず、さらには国際社会においても連邦政府の意向を支持する可能性が存在していた。さらには連邦政府首相マルコヴィッチは独断でオーストリア、イタリアとのそれぞれの国境の確保を命令、スロベニアを孤立させようとした。しかしスロベニアはこれを事前に察知、8万人を動員してこれに備えていた。

### 十日間戦争
6月26日、リュブリャナの議事堂前広場でユーゴスラビア国旗がスロベニア国旗に置き換えられたが、27日、前日に展開していた連邦軍はリュブリャナ空港を封鎖、爆撃を加える事により軍事作戦が開始された。連邦軍は最初にオーストリア国境、次にイタリア国境でそれぞれ配置されていたスロベニア人警察官やスロベニア人税関職員を攻撃、マリボル北方のシェンティリの町では激戦が交わされた。
これに対し欧州共同体は素早く反応したがフランス、イギリスがユーゴスラビアの維持を支持、イタリア、ドイツ、オーストリア、ハンガリーらはスロベニアの独立承認を行った上での即時停戦を支持するなど混乱を見せていた。6月28日、ルクセンブルク、イタリア、オランダの外相らは連邦軍がスロベニア内に存在する連邦軍基地へ撤収した後にスロベニアから撤退すること、スロベニアとクロアチアの独立を3ヶ月凍結した上で連邦政府と交渉を行う事、輪番制の国家元首に着任を拒否されていたクロアチアのスティエパン・メシッチを選出することの3つを軸に妥協案を提案した。これら妥協案を元に交渉が重ねられ、7月7日、ついに連邦軍はこの妥協案を受け入れ、スロベニアからの撤退を開始、スロベニアの独立は事実上のものとなった。
この戦いでスロベニアでは54名、連邦側はそれ以上の死者、物的損害を出す事となり、さらにはセルビア人以外の将兵らの脱走も発生していた。結局、スロベニアの独立についてはECの立会いの下、クロアチア沿岸のブリオニ島で継続することとなった。ユーゴスラビア連邦軍が撤退を完了した後、スロベニアは事実上、独立状態と化しており、独自通貨のトラルを発行、12月28日には新憲法が制定され複数政党制、大統領制が採択された。

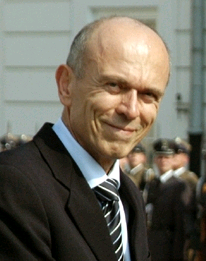
ヤネス・ドルノウシェク

この新憲法に沿った総選挙が1992年12月に実施され10以上の政党が議席を得る事となったが、第一党は自由民主党が獲得した上で連立与党を形成、首相には自由民主党党首ヤネス・ドルノウシェクが選出、大統領にはミラン・クーチャンが選ばれたが、スロベニアには大きな課題が存在していた。
この課題はスロベニア独立の承認を得る事であったが、ドイツ、オーストリア、ハンガリー、チェコスロバキア（当時）、ポーランド、さらにローマ教皇ヨハネ・パウロ2世らは積極的であったが他のヨーロッパ諸国は消極的であり、特にイタリアは1945年から46年に手放していたイタリア系住民の財産補償問題を掲げ、さらにフランスは親セルビア的観念から連邦を支持、イギリスはこれに距離を置いていた。これらの状況の中、ドイツがECに圧力をかけたことにより1992年1月15日、スロベニア、クロアチアの独立を承認、これを契機に他の諸国も両国の承認を行うようになり、1992年5月22日、最終的に国連加盟国となった。

## 独立後のスロベニア

### 国内
1992年4月、新憲法の準備過程の中、民営化方針を巡って諍いが生じたため、DEMOSは崩壊することとなった。さらに自国の評価を巡り、各派閥の対立構造が見られることとなった。1992年12年、正式にDEMOSが崩壊した後の選挙で共産主義同盟系の自由民主党、社会民主連合リスト (en) らと社会民主党 (en) 、キリスト教民主党 (en) らが政権を担うこととなった。
1992年には企業の民営化に関する法案が通過、スロベニアにおいてユーゴスラビア時代から続く企業民営化に拍車がかかることとなり、1993年から1997年の間にスロベニアの国有企業のほぼ全てである1500企業が所有移転され1998年11月の時点で1369社が民営化された。

### 国外
1989年よりECへの加盟を表明していたスロベニアは1991年に独立を達成したことにより、EC/EUへの加盟が最大の目標と化していた。そのため、EUの標準と基準をスロベニアに導入するために「EUへの待合室」である欧州自由貿易連合(EFTA)へ加盟、EC/EU加盟へ向けてその体制を整えた。さらにはユーゴスラビアからの独立のために失った市場をヨーロッパに求め、1996年には中欧自由貿易協定(CEFTA)に加盟した。
スロベニア憲法第68条では外国人によるスロベニアの土地購入を禁止していたが、イタリアのシルヴィオ・ベルルスコーニ首相が第二次世界大戦時に失われたイタリアの財産を保証するようスロベニアに求めていたことにより、問題が表面化した。後にスペインの仲介を得たことにより解決へ向かったが、この条文はEU加盟への障害となっていた。そのため、国民投票を行った上でこの条文の修正が行われ、スロベニアのEU加盟への障害が取り除かれることとなった。
さらにスロベニアは北大西洋条約機構(NATO)への加盟も表明しており、1997年3月の世論調査ではEU加盟支持の53%を上回る64%の支持があった。1997年、ポーランド、ハンガリー、チェコ、ルーマニアらとともにNATO加盟寸前にまで至ったが、これはアメリカが反対したことによりこの時は実現しなかった。しかし、1998年から1999年にかけて国連安保理事会非常任理事国を勤めることとなる。。
その後、民主化と市場化を進めたスロベニアは2004年にEU、NATOへの加盟を果たした。さらに2005年には欧州安全保障協力機構（OSCE）議長国を勤めた後、2007年にユーロを導入、さらに2008年1月には東欧諸国初のEU議長国に就任した。